# Liste geographischer Namen in den von der Republik China kontrollierten Gebieten
Die Spalten Langzeichen und offiziell (engl.) entsprechen exakt den Angaben der Ortsnamenliste des taiwanischen Innenministeriums, auf der diese Liste basiert.
Die Ausspracheangaben beziehen sich auf den taiwanischen Standard (國語,  Guóyǔ). Abweichende Aussprachen der festlandchinesischen Norm (普通话,  Pǔtōnghuà) werden durch ein vorangestelltes 〔普〕 bezeichnet.

## Die derzeitigen Verwaltungseinheiten
| Nr. | Langzeichen | Kurzzeichen | Name (dt.)                | Typ           | Zugehörigkeit        | offiziell (engl.)     | Hànyǔ pīnyīn             | Wade-Giles                      | Tōngyòng Pīnyīn          | Gwoyeu Romatzyh              | Zhùyīn Fúhào                      |
| --- | ----------- | ----------- | ------------------------- | ------------- | -------------------- | --------------------- | ------------------------ | ------------------------------- | ------------------------ | ---------------------------- | --------------------------------- |
| 1   | 臺北市      | 台北市      | Taipeh                    | Stadt         | Republik China       | Taipei City           | Táiběi Shì               | T’ai²pei³ Shih⁴                 | Táiběi Shìh              | Tairbeei Shyh                | ㄊㄞˊ ㄅㄟˇ ㄕˋ                   |
| 2   | 松山區      | 松山区      | Songshan                  | Bezirk        | Stadt Taipeh         | Songshan District     | Sōngshān Qū              | Sung¹shan¹ Ch’ü¹                | Songshan Cyu             | Songshan Chiu                | ㄙㄨㄥ ㄕㄢ ㄑㄩ                  |
| 3   | 信義區      | 信义区      | Xinyi                     | Bezirk        | Stadt Taipeh         | Xinyi District        | Xìnyì Qū                 | Hsin⁴i⁴ Ch’ü¹                   | Sìnyì Cyu                | Shinnyih Chiu                | ㄒㄧㄣˋ ㄧˋ ㄑㄩ                  |
| 4   | 大安區      | 大安区      | Da’an                     | Bezirk        | Stadt Taipeh         | Da’an District        | Dà’ān Qū                 | Ta⁴an¹ Ch’ü¹                    | Dà’an Cyu                | Dah’an Chiu                  | ㄉㄚˋ ㄢ ㄑㄩ                     |
| 5   | 中山區      | 中山区      | Zhongshan                 | Bezirk        | Stadt Taipeh         | Zhongshan District    | Zhōngshān Qū             | Chung¹shan¹ Ch’ü¹               | Jhongshan Cyu            | Jongshan Chiu                | ㄓㄨㄥ ㄕㄢ ㄑㄩ                  |
| 6   | 中正區      | 中正区      | Zhongzheng                | Bezirk        | Stadt Taipeh         | Zhongzheng District   | Zhōngzhèng Qū            | Chung¹cheng⁴ Ch’ü¹              | Jhongjhèng Cyu           | Jongjenq Chiu                | ㄓㄨㄥ ㄓㄥˋ ㄑㄩ                 |
| 7   | 大同區      | 大同区      | Datong                    | Bezirk        | Stadt Taipeh         | Datong District       | Dàtóng Qū                | Ta⁴t’ung² Ch’ü¹                 | Dàtóng Cyu               | Dahtorng Chiu                | ㄉㄚˋ ㄊㄨㄥˊ ㄑㄩ                |
| 8   | 萬華區      | 万华区      | Wanhua                    | Bezirk        | Stadt Taipeh         | Wanhua District       | Wànhuá Qū                | Wan⁴hua² Ch’ü¹                  | Wànhuá Cyu               | Wannhwa Chiu                 | ㄨㄢˋ ㄏㄨㄚˊ ㄑㄩ                |
| 9   | 文山區      | 文山区      | Wenshan                   | Bezirk        | Stadt Taipeh         | Wenshan District      | Wénshān Qū               | Wen²shan¹ Ch’ü¹                 | Wúnshan Cyu              | Wenshan Chiu                 | ㄨㄣˊ ㄕㄢ ㄑㄩ                   |
| 10  | 南港區      | 南港区      | Nangang                   | Bezirk        | Stadt Taipeh         | Nangang District      | Nángǎng Qū               | Nan²kang³ Ch’ü¹                 | Nángǎng Cyu              | Nangaang Chiu                | ㄋㄢˊ ㄍㄤˇ ㄑㄩ                  |
| 11  | 內湖區      | 内湖区      | Neihu                     | Bezirk        | Stadt Taipeh         | Neihu District        | Nèihú Qū                 | Nei⁴hu² Ch’ü¹                   | Nèihú Cyu                | Neyhwu Chiu                  | ㄋㄟˋ ㄏㄨˊ ㄑㄩ                  |
| 12  | 士林區      | 士林区      | Shilin                    | Bezirk        | Stadt Taipeh         | Shilin District       | Shìlín Qū                | Shih⁴lin² Ch’ü¹                 | Shìhlín Cyu              | Shyhlin Chiu                 | ㄕˋ ㄌㄧㄣˊ ㄑㄩ                  |
| 13  | 北投區      | 北投区      | Beitou                    | Bezirk        | Stadt Taipeh         | Beitou District       | Běitóu Qū                | Pei³t’ou² Ch’ü¹                 | Běitóu Cyu               | Beeitour Chiu                | ㄅㄟˇ ㄊㄡˊ ㄑㄩ                  |
| 14  | 新北市      | 新北市      | Neu-Taipeh                | Stadt         | Republik China       | New Taipei City       | Xīnběi Shì               | Hsin¹pei³ Shih⁴                 | Sinběi Shìh              | Shinbeei Shyh                | ㄒㄧㄣ ㄅㄟˇ ㄕˋ                  |
| 15  | 板橋區      | 板桥区      | Banqiao                   | Bezirk        | Stadt Neu-Taipeh     | Banqiao District      | Bǎnqiáo Qū               | Pan³ch’iao² Ch’ü¹               | Bǎnciáo Cyu              | Baanchyau Chiu               | ㄅㄢˇ ㄑㄧㄠˊ ㄑㄩ                |
| 16  | 三重區      | 三重区      | Sanchong                  | Bezirk        | Stadt Neu-Taipeh     | Sanchong District     | Sānchóng Qū              | San¹ch’ung² Ch’ü¹               | Sanchóng Cyu             | Sanchorng Chiu               | ㄙㄢ ㄔㄨㄥˊ ㄑㄩ                 |
| 17  | 中和區      | 中和区      | Zhonghe                   | Bezirk        | Stadt Neu-Taipeh     | Zhonghe District      | Zhōnghé Qū               | Chung¹he² Ch’ü¹                 | Jhonghé Cyu              | Jongher Chiu                 | ㄓㄨㄥ ㄏㄜˊ ㄑㄩ                 |
| 18  | 永和區      | 永和区      | Yonghe                    | Bezirk        | Stadt Neu-Taipeh     | Yonghe District       | Yǒnghé Qū                | Yung³he² Ch’ü¹                  | Yǒnghé Cyu               | Yeongher Chiu                | ㄩㄥˇ ㄏㄜˊ ㄑㄩ                  |
| 19  | 新莊區      | 新庄区      | Xinzhuang                 | Bezirk        | Stadt Neu-Taipeh     | Xinzhuang District    | Xīnzhuāng Qū             | Hsin¹chuang¹ Ch’ü¹              | Sinjhuang Cyu            | Shinjuang Chiu               | ㄒㄧㄣ ㄓㄨㄤ ㄑㄩ                |
| 20  | 新店區      | 新店区      | Xindian                   | Bezirk        | Stadt Neu-Taipeh     | Xindian District      | Xīndiàn Qū               | Hsin¹tien⁴ Ch’ü¹                | Sindiàn Cyu              | Shindiann Chiu               | ㄒㄧㄣ ㄉㄧㄢˋ ㄑㄩ               |
| 21  | 土城區      | 土城区      | Tucheng                   | Bezirk        | Stadt Neu-Taipeh     | Tucheng District      | Tǔchéng Qū               | T’u³ch’eng² Ch’ü¹               | Tǔchéng Cyu              | Tuucherng Chiu               | ㄊㄨˇ ㄔㄥˊ ㄑㄩ                  |
| 22  | 蘆洲區      | 芦洲区      | Luzhou                    | Bezirk        | Stadt Neu-Taipeh     | Luzhou District       | Lúzhōu Qū                | Lu²chou¹ Ch’ü¹                  | Lújhou Cyu               | Lujou Chiu                   | ㄌㄨˊ ㄓㄡ ㄑㄩ                   |
| 23  | 汐止區      | 汐止区      | Xizhi                     | Bezirk        | Stadt Neu-Taipeh     | Xizhi District        | Xīzhǐ Qū                 | Hsi¹chih³ Ch’ü¹                 | Sijhǐh Cyu               | Shijyy Chiu                  | ㄒㄧ ㄓˇ ㄑㄩ                     |
| 24  | 樹林區      | 树林区      | Shulin                    | Bezirk        | Stadt Neu-Taipeh     | Shulin District       | Shùlín Qū                | Shu⁴lin² Ch’ü¹                  | Shùlín Cyu               | Shuhlin Chiu                 | ㄕㄨˋ ㄌㄧㄣˊ ㄑㄩ                |
| 25  | 淡水區      | 淡水区      | Tamsui                    | Bezirk        | Stadt Neu-Taipeh     | Tamsui District       | Dànshuǐ Qū               | Tan⁴shui³ Ch’ü¹                 | Dànshuěi Cyu             | Dannshoei Chiu               | ㄉㄢˋ ㄕㄨㄟˇ ㄑㄩ                |
| 26  | 鶯歌區      | 莺歌区      | Yingge                    | Bezirk        | Stadt Neu-Taipeh     | Yingge District       | Yīnggē Qū                | Ying¹ke¹ Ch’ü¹                  | Yingge Cyu               | Ingge Chiu                   | ㄧㄥ ㄍㄜ ㄑㄩ                    |
| 27  | 三峽區      | 三峡区      | Sanxia                    | Bezirk        | Stadt Neu-Taipeh     | Sanxia District       | Sānxiá Qū                | San¹hsia² Ch’ü¹                 | Sansiá Cyu               | Sanshya Chiu                 | ㄙㄢ ㄒㄧㄚˊ ㄑㄩ                 |
| 28  | 瑞芳區      | 瑞芳区      | Ruifang                   | Bezirk        | Stadt Neu-Taipeh     | Ruifang District      | Ruìfāng Qū               | Jui⁴fang¹ Ch’ü¹                 | Ruèifang Cyu             | Rueyfang Chiu                | ㄖㄨㄟˋ ㄈㄤ ㄑㄩ                 |
| 29  | 五股區      | 五股区      | Wugu                      | Bezirk        | Stadt Neu-Taipeh     | Wugu District         | Wǔgǔ Qū                  | Wu³ku³ Ch’ü¹                    | Wǔgǔ Cyu                 | Wuuguu Chiu                  | ㄨˇ ㄍㄨˇ ㄑㄩ                    |
| 30  | 泰山區      | 泰山区      | Taishan                   | Bezirk        | Stadt Neu-Taipeh     | Taishan District      | Tàishān Qū               | T’ai⁴shan¹ Ch’ü¹                | Tàishan Cyu              | Tayshan Chiu                 | ㄊㄞˋ ㄕㄢ ㄑㄩ                   |
| 31  | 林口區      | 林口区      | Linkou                    | Bezirk        | Stadt Neu-Taipeh     | Linkou District       | Línkǒu Qū                | Lin²k’ou³ Ch’ü¹                 | Línkǒu Cyu               | Linkoou Chiu                 | ㄌㄧㄣˊ ㄎㄡˇ ㄑㄩ                |
| 32  | 深坑區      | 深坑区      | Shenkeng                  | Bezirk        | Stadt Neu-Taipeh     | Shenkeng District     | Shēnkēng Qū              | Shen¹k’eng¹ Ch’ü¹               | Shenkeng Cyu             | Shenkeng Chiu                | ㄕㄣ ㄎㄥ ㄑㄩ                    |
| 33  | 石碇區      | 石碇区      | Shiding                   | Bezirk        | Stadt Neu-Taipeh     | Shiding District      | Shídìng Qū               | Shih²ting⁴ Ch’ü¹                | Shíhdìng Cyu             | Shyrdinq Chiu                | ㄕˊ ㄉㄧㄥˋ ㄑㄩ                  |
| 34  | 坪林區      | 坪林区      | Pinglin                   | Bezirk        | Stadt Neu-Taipeh     | Pinglin District      | Pínglín Qū               | P’ing²lin² Ch’ü¹                | Pínglín Cyu              | Pynglin Chiu                 | ㄆㄧㄥˊ ㄌㄧㄣˊ ㄑㄩ              |
| 35  | 三芝區      | 三芝区      | Sanzhi                    | Bezirk        | Stadt Neu-Taipeh     | Sanzhi District       | Sānzhī Qū                | San¹chih¹ Ch’ü¹                 | Sanjhih Cyu              | Sanjy Chiu                   | ㄙㄢ ㄓ ㄑㄩ                      |
| 36  | 石門區      | 石门区      | Shimen                    | Bezirk        | Stadt Neu-Taipeh     | Shimen District       | Shímén Qū                | Shih²men² Ch’ü¹                 | Shíhmén Cyu              | Shyrmen Chiu                 | ㄕˊ ㄇㄣˊ ㄑㄩ                    |
| 37  | 八里區      | 八里区      | Bali                      | Bezirk        | Stadt Neu-Taipeh     | Bali District         | Bālǐ Qū                  | Pa¹li³ Ch’ü¹                    | Balǐ Cyu                 | Balii Chiu                   | ㄅㄚ ㄌㄧˇ ㄑㄩ                   |
| 38  | 平溪區      | 平溪区      | Pingxi                    | Bezirk        | Stadt Neu-Taipeh     | Pingxi District       | Píngxī Qū                | P’ing²hsi¹ Ch’ü¹                | Píngsi Cyu               | Pyngshi Chiu                 | ㄆㄧㄥˊ ㄒㄧ ㄑㄩ                 |
| 39  | 雙溪區      | 双溪区      | Shuangxi                  | Bezirk        | Stadt Neu-Taipeh     | Shuangxi District     | Shuāngxī Qū              | Shuang¹hsi¹ Ch’ü¹               | Shuangsi Cyu             | Shuangshi Chiu               | ㄕㄨㄤ ㄒㄧ ㄑㄩ                  |
| 40  | 貢寮區      | 贡寮区      | Gongliao                  | Bezirk        | Stadt Neu-Taipeh     | Gongliao District     | Gòngliáo Qū              | Kung⁴liao² Ch’ü¹                | Gòngliáo Cyu             | Gonqliau Chiu                | ㄍㄨㄥˋ ㄌㄧㄠˊ ㄑㄩ              |
| 41  | 金山區      | 金山区      | Jinshan                   | Bezirk        | Stadt Neu-Taipeh     | Jinshan District      | Jīnshān Qū               | Chin¹shan¹ Ch’ü¹                | Jinshan Cyu              | Jinshan Chiu                 | ㄐㄧㄣ ㄕㄢ ㄑㄩ                  |
| 42  | 萬里區      | 万里区      | Wanli                     | Bezirk        | Stadt Neu-Taipeh     | Wanli District        | Wànlǐ Qū                 | Wan⁴li³ Ch’ü¹                   | Wànlǐ Cyu                | Wannlii Chiu                 | ㄨㄢˋ ㄌㄧˇ ㄑㄩ                  |
| 43  | 烏來區      | 乌来区      | Wulai                     | Bezirk        | Stadt Neu-Taipeh     | Wulai District        | Wūlái Qū                 | Wu¹lai² Ch’ü¹                   | Wulái Cyu                | Ulai Chiu                    | ㄨ ㄌㄞˊ ㄑㄩ                     |
| 44  | 臺中市      | 台中市      | Taichung                  | Stadt         | Republik China       | Taichung City         | Táizhōng Shì             | T’ai²chung¹ Shih⁴               | Táijhong Shìh            | Tairjong Shyh                | ㄊㄞˊ ㄓㄨㄥ ㄕˋ                  |
| 45  | 中區        | 中区        | Taichung-Zentrum          | Bezirk        | Stadt Taichung       | Central District      | Zhōng Qū                 | Chung¹ Ch’ü¹                    | Jhong Cyu                | Jong Chiu                    | ㄓㄨㄥ ㄑㄩ                       |
| 46  | 東區        | 东区        | Taichung-Ostbezirk        | Bezirk        | Stadt Taichung       | East District         | Dōng Qū                  | Tung¹ Ch’ü¹                     | Dong Cyu                 | Dong Chiu                    | ㄉㄨㄥ ㄑㄩ                       |
| 47  | 南區        | 南区        | Taichung-Südbezirk        | Bezirk        | Stadt Taichung       | South District        | Nán Qū                   | Nan² Ch’ü¹                      | Nán Cyu                  | Nan Chiu                     | ㄋㄢˊ ㄑㄩ                        |
| 48  | 西區        | 西区        | Taichung-Westbezirk       | Bezirk        | Stadt Taichung       | West District         | Xī Qū                    | Hsi¹ Ch’ü¹                      | Si Cyu                   | Shi Chiu                     | ㄒㄧ ㄑㄩ                         |
| 49  | 北區        | 北区        | Taichung-Nordbezirk       | Bezirk        | Stadt Taichung       | North District        | Běi Qū                   | Pei³ Ch’ü¹                      | Běi Cyu                  | Beei Chiu                    | ㄅㄟˇ ㄑㄩ                        |
| 50  | 西屯區      | 西屯区      | Xitun                     | Bezirk        | Stadt Taichung       | Xitun District        | Xītún Qū                 | Hsi¹t’un² Ch’ü¹                 | Sitún Cyu                | Shitwen Chiu                 | ㄒㄧ ㄊㄨㄣˊ ㄑㄩ                 |
| 51  | 南屯區      | 南屯区      | Nantun                    | Bezirk        | Stadt Taichung       | Nantun District       | Nántún Qū                | Nan²t’un² Ch’ü¹                 | Nántún Cyu               | Nantwen Chiu                 | ㄋㄢˊ ㄊㄨㄣˊ ㄑㄩ                |
| 52  | 北屯區      | 北屯区      | Beitun                    | Bezirk        | Stadt Taichung       | Beitun District       | Běitún Qū                | Pei³t’un² Ch’ü¹                 | Běitún Cyu               | Beeitwen Chiu                | ㄅㄟˇ ㄊㄨㄣˊ ㄑㄩ                |
| 53  | 豐原區      | 丰原区      | Fengyuan                  | Bezirk        | Stadt Taichung       | Fengyuan District     | Fēngyuán Qū              | Feng¹yüan² Ch’ü¹                | Fongyuán Cyu             | Fengyuan Chiu                | ㄈㄥ ㄩㄢˊ ㄑㄩ                   |
| 54  | 東勢區      | 东势区      | Dongshi                   | Bezirk        | Stadt Taichung       | Dongshi District      | Dōngshì Qū               | Tung¹shih⁴ Ch’ü¹                | Dongshìh Cyu             | Dongshyh Chiu                | ㄉㄨㄥ ㄕˋ ㄑㄩ                   |
| 55  | 大甲區      | 大甲区      | Dajia                     | Bezirk        | Stadt Taichung       | Dajia District        | Dàjiǎ Qū                 | Ta⁴chia³ Ch’ü¹                  | Dàjiǎ Cyu                | Dahjea Chiu                  | ㄉㄚˋ ㄐㄧㄚˇ ㄑㄩ                |
| 56  | 清水區      | 清水区      | Qingshui                  | Bezirk        | Stadt Taichung       | Qingshui District     | Qīngshuǐ Qū              | Ch’ing¹shui³ Ch’ü¹              | Cingshuěi Cyu            | Chingshoei Chiu              | ㄑㄧㄥ ㄕㄨㄟˇ ㄑㄩ               |
| 57  | 沙鹿區      | 沙鹿区      | Shalu                     | Bezirk        | Stadt Taichung       | Shalu District        | Shālù Qū                 | Sha¹lu⁴ Ch’ü¹                   | Shalù Cyu                | Shaluh Chiu                  | ㄕㄚ ㄌㄨˋ ㄑㄩ                   |
| 58  | 梧棲區      | 梧栖区      | Wuqi                      | Bezirk        | Stadt Taichung       | Wuqi District         | Wúqī Qū                  | Wu²ch’i¹ Ch’ü¹                  | Wúci Cyu                 | Wuchi Chiu                   | ㄨˊ ㄑㄧ ㄑㄩ                     |
| 59  | 后里區      | 后里区      | Houli                     | Bezirk        | Stadt Taichung       | Houli District        | Hòulǐ Qū                 | Hou⁴li³ Ch’ü¹                   | Hòulǐ Cyu                | Howlii Chiu                  | ㄏㄡˋ ㄌㄧˇ ㄑㄩ                  |
| 60  | 神岡區      | 神冈区      | Shengang                  | Bezirk        | Stadt Taichung       | Shengang District     | Shéngāng Qū              | Shen²kang¹ Ch’ü¹                | Shéngang Cyu             | Sherngang Chiu               | ㄕㄣˊ ㄍㄤ ㄑㄩ                   |
| 61  | 潭子區      | 潭子区      | Tanzi                     | Bezirk        | Stadt Taichung       | Tanzi District        | Tánzǐ Qū                 | T’an²tzu³ Ch’ü¹                 | Tánzǐh Cyu               | Tarntzyy Chiu                | ㄊㄢˊ ㄗˇ ㄑㄩ                    |
| 62  | 大雅區      | 大雅区      | Daya                      | Bezirk        | Stadt Taichung       | Daya District         | Dàyǎ Qū                  | Ta⁴ya³ Ch’ü¹                    | Dàyǎ Cyu                 | Dahyea Chiu                  | ㄉㄚˋ ㄧㄚˇ ㄑㄩ                  |
| 63  | 新社區      | 新社区      | Xinshe                    | Bezirk        | Stadt Taichung       | Xinshe District       | Xīnshè Qū                | Hsin¹she⁴ Ch’ü¹                 | Sinshè Cyu               | Shinsheh Chiu                | ㄒㄧㄣ ㄕㄜˋ ㄑㄩ                 |
| 64  | 石岡區      | 石冈区      | Shigang                   | Bezirk        | Stadt Taichung       | Shigang District      | Shígāng Qū               | Shih²kang¹ Ch’ü¹                | Shíhgang Cyu             | Shyrgang Chiu                | ㄕˊ ㄍㄤ ㄑㄩ                     |
| 65  | 外埔區      | 外埔区      | Waipu                     | Bezirk        | Stadt Taichung       | Waipu District        | Wàibù Qū                 | Wai⁴pu⁴ Ch’ü¹                   | Wàibù Cyu                | Waybuh Chiu                  | ㄨㄞˋ ㄅㄨˋ ㄑㄩ                  |
| 66  | 大安區      | 大安区      | Da’an                     | Bezirk        | Stadt Taichung       | Da’an District        | Dà’ān Qū                 | Ta⁴an¹ Ch’ü¹                    | Dà’an Cyu                | Dah’an Chiu                  | ㄉㄚˋ ㄢ ㄑㄩ                     |
| 67  | 烏日區      | 乌日区      | Wuri                      | Bezirk        | Stadt Taichung       | Wuri District         | Wūrì Qū                  | Wu¹jih⁴ Ch’ü¹                   | Wurìh Cyu                | Uryh Chiu                    | ㄨ ㄖˋ ㄑㄩ                       |
| 68  | 大肚區      | 大肚区      | Dadu                      | Bezirk        | Stadt Taichung       | Dadu District         | Dàdù Qū                  | Ta⁴tu⁴ Ch’ü¹                    | Dàdù Cyu                 | Dahduh Chiu                  | ㄉㄚˋ ㄉㄨˋ ㄑㄩ                  |
| 69  | 龍井區      | 龙井区      | Longjing                  | Bezirk        | Stadt Taichung       | Longjing District     | Lóngjǐng Qū              | Lung²ching³ Ch’ü¹               | Lóngjǐng Cyu             | Longjiing Chiu               | ㄌㄨㄥˊ ㄐㄧㄥˇ ㄑㄩ              |
| 70  | 霧峰區      | 雾峰区      | Wufeng                    | Bezirk        | Stadt Taichung       | Wufeng District       | Wùfēng Qū                | Wu⁴feng¹ Ch’ü¹                  | Wùfong Cyu               | Wuhfeng Chiu                 | ㄨˋ ㄈㄥ ㄑㄩ                     |
| 71  | 太平區      | 太平区      | Taiping                   | Bezirk        | Stadt Taichung       | Taiping District      | Tàipíng Qū               | T’ai⁴p’ing² Ch’ü¹               | Tàipíng Cyu              | Taypyng Chiu                 | ㄊㄞˋ ㄆㄧㄥˊ ㄑㄩ                |
| 72  | 大里區      | 大里区      | Dali                      | Bezirk        | Stadt Taichung       | Dali District         | Dàlǐ Qū                  | Ta⁴li³ Ch’ü¹                    | Dàlǐ Cyu                 | Dahlii Chiu                  | ㄉㄚˋ ㄌㄧˇ ㄑㄩ                  |
| 73  | 和平區      | 和平区      | Heping                    | Bezirk        | Stadt Taichung       | Heping District       | Hépíng Qū                | He²p’ing² Ch’ü¹                 | Hépíng Cyu               | Herpyng Chiu                 | ㄏㄜˊ ㄆㄧㄥˊ ㄑㄩ                |
| 74  | 臺南市      | 台南市      | Tainan                    | Stadt         | Republik China       | Tainan City           | Táinán Shì               | T’ai²nan² Shih⁴                 | Táinán Shìh              | Tairnan Shyh                 | ㄊㄞˊ ㄋㄢˊ ㄕˋ                   |
| 75  | 新營區      | 新营区      | Xinying                   | Bezirk        | Stadt Tainan         | Xinying District      | Xīnyíng Qū               | Hsin¹ying² Ch’ü¹                | Sinyíng Cyu              | Shinyng Chiu                 | ㄒㄧㄣ ㄧㄥˊ ㄑㄩ                 |
| 76  | 鹽水區      | 盐水区      | Yanshui                   | Bezirk        | Stadt Tainan         | Yanshui District      | Yánshuǐ Qū               | Yen²shui³ Ch’ü¹                 | Yánshuěi Cyu             | Yanshoei Chiu                | ㄧㄢˊ ㄕㄨㄟˇ ㄑㄩ                |
| 77  | 白河區      | 白河区      | Baihe                     | Bezirk        | Stadt Tainan         | Baihe District        | Báihé Qū                 | Pai²he² Ch’ü¹                   | Báihé Cyu                | Bairher Chiu                 | ㄅㄞˊ ㄏㄜˊ ㄑㄩ                  |
| 78  | 柳營區      | 柳营区      | Liuying                   | Bezirk        | Stadt Tainan         | Liuying District      | Liǔyíng Qū               | Liu³ying² Ch’ü¹                 | Liǒuyíng Cyu             | Leouyng Chiu                 | ㄌㄧㄡˇ ㄧㄥˊ ㄑㄩ                |
| 79  | 後壁區      | 后壁区      | Houbi                     | Bezirk        | Stadt Tainan         | Houbi District        | Hòubì Qū                 | Hou⁴pi⁴ Ch’ü¹                   | Hòubì Cyu                | Howbih Chiu                  | ㄏㄡˋ ㄅㄧˋ ㄑㄩ                  |
| 80  | 東山區      | 东山区      | Dongshan                  | Bezirk        | Stadt Tainan         | Dongshan District     | Dōngshān Qū              | Tung¹shan¹ Ch’ü¹                | Dongshan Cyu             | Dongshan Chiu                | ㄉㄨㄥ ㄕㄢ ㄑㄩ                  |
| 81  | 麻豆區      | 麻豆区      | Madou                     | Bezirk        | Stadt Tainan         | Madou District        | Mádòu Qū                 | Ma²tou⁴ Ch’ü¹                   | Mádòu Cyu                | Madow Chiu                   | ㄇㄚˊ ㄉㄡˋ ㄑㄩ                  |
| 82  | 下營區      | 下营区      | Xiaying                   | Bezirk        | Stadt Tainan         | Xiaying District      | Xiàyíng Qū               | Hsia⁴ying² Ch’ü¹                | Siàyíng Cyu              | Shiahyng Chiu                | ㄒㄧㄚˋ ㄧㄥˊ ㄑㄩ                |
| 83  | 六甲區      | 六甲区      | Liujia                    | Bezirk        | Stadt Tainan         | Liujia District       | Liùjiǎ Qū                | Liu⁴chia³ Ch’ü¹                 | Liòujiǎ Cyu              | Liowjea Chiu                 | ㄌㄧㄡˋ ㄐㄧㄚˇ ㄑㄩ              |
| 84  | 官田區      | 官田区      | Guantian                  | Bezirk        | Stadt Tainan         | Guantian District     | Guāntián Qū              | Kuan¹t’ien² Ch’ü¹               | Guantián Cyu             | Guantyan Chiu                | ㄍㄨㄢ ㄊㄧㄢˊ ㄑㄩ               |
| 85  | 大內區      | 大内区      | Danei                     | Bezirk        | Stadt Tainan         | Danei District        | Dànèi Qū                 | Ta⁴nei⁴ Ch’ü¹                   | Dànèi Cyu                | Dahney Chiu                  | ㄉㄚˋ ㄋㄟˋ ㄑㄩ                  |
| 86  | 佳里區      | 佳里区      | Jiali                     | Bezirk        | Stadt Tainan         | Jiali District        | Jiālǐ Qū                 | Chia¹li³ Ch’ü¹                  | Jialǐ Cyu                | Jialii Chiu                  | ㄐㄧㄚ ㄌㄧˇ ㄑㄩ                 |
| 87  | 學甲區      | 学甲区      | Xuejia                    | Bezirk        | Stadt Tainan         | Xuejia District       | Xuéjiǎ Qū                | Hsüeh²chia³ Ch’ü¹               | Syuéjiǎ Cyu              | Shyuejea Chiu                | ㄒㄩㄝˊ ㄐㄧㄚˇ ㄑㄩ              |
| 88  | 西港區      | 西港区      | Xigang                    | Bezirk        | Stadt Tainan         | Xigang District       | Xīgǎng Qū                | Hsi¹kang³ Ch’ü¹                 | Sigǎng Cyu               | Shigaang Chiu                | ㄒㄧ ㄍㄤˇ ㄑㄩ                   |
| 89  | 七股區      | 七股区      | Qigu                      | Bezirk        | Stadt Tainan         | Qigu District         | Qīgǔ Qū                  | Ch’i¹ku³ Ch’ü¹                  | Cigǔ Cyu                 | Chiguu Chiu                  | ㄑㄧ ㄍㄨˇ ㄑㄩ                   |
| 90  | 將軍區      | 将军区      | Jiangjun                  | Bezirk        | Stadt Tainan         | Jiangjun District     | Jiāngjūn Qū              | Chiang¹chün¹ Ch’ü¹              | Jiangjyun Cyu            | Jiangjiun Chiu               | ㄐㄧㄤ ㄐㄩㄣ ㄑㄩ                |
| 91  | 北門區      | 北门区      | Beimen                    | Bezirk        | Stadt Tainan         | Beimen District       | Běimén Qū                | Pei³men² Ch’ü¹                  | Běimén Cyu               | Beeimen Chiu                 | ㄅㄟˇ ㄇㄣˊ ㄑㄩ                  |
| 92  | 新化區      | 新化区      | Xinhua                    | Bezirk        | Stadt Tainan         | Xinhua District       | Xīnhuà Qū                | Hsin¹hua⁴ Ch’ü¹                 | Sinhuà Cyu               | Shinhuah Chiu                | ㄒㄧㄣ ㄏㄨㄚˋ ㄑㄩ               |
| 93  | 善化區      | 善化区      | Shanhua                   | Bezirk        | Stadt Tainan         | Shanhua District      | Shànhuà Qū               | Shan⁴hua⁴ Ch’ü¹                 | Shànhuà Cyu              | Shannhuah Chiu               | ㄕㄢˋ ㄏㄨㄚˋ ㄑㄩ                |
| 94  | 新市區      | 新市区      | Xinshi                    | Bezirk        | Stadt Tainan         | Xinshi District       | Xīnshì Qū                | Hsin¹shih⁴ Ch’ü¹                | Sinshìh Cyu              | Shinshyh Chiu                | ㄒㄧㄣ ㄕˋ ㄑㄩ                   |
| 95  | 安定區      | 安定区      | Anding                    | Bezirk        | Stadt Tainan         | Anding District       | Āndìng Qū                | An¹ding⁴ Ch’ü¹                  | Andìng Cyu               | Andinq Chiu                  | ㄢ dㄧ˙ng4 ㄑㄩ                   |
| 96  | 山上區      | 山上区      | Shanshang                 | Bezirk        | Stadt Tainan         | Shanshang District    | Shānshàng Qū             | Shan¹shang⁴ Ch’ü¹               | Shanshàng Cyu            | Shanshanq Chiu               | ㄕㄢ ㄕㄤˋ ㄑㄩ                   |
| 97  | 玉井區      | 玉井区      | Yujing                    | Bezirk        | Stadt Tainan         | Yujing District       | Yùjǐng Qū                | Yü⁴ching³ Ch’ü¹                 | Yùjǐng Cyu               | Yuhjiing Chiu                | ㄩˋ ㄐㄧㄥˇ ㄑㄩ                  |
| 98  | 楠西區      | 楠西区      | Nanxi                     | Bezirk        | Stadt Tainan         | Nanxi District        | Nánxī Qū                 | Nan²hsi¹ Ch’ü¹                  | Nánsi Cyu                | Nanshi Chiu                  | ㄋㄢˊ ㄒㄧ ㄑㄩ                   |
| 99  | 南化區      | 南化区      | Nanhua                    | Bezirk        | Stadt Tainan         | Nanhua District       | Nánhuà Qū                | Nan²hua⁴ Ch’ü¹                  | Nánhuà Cyu               | Nanhuah Chiu                 | ㄋㄢˊ ㄏㄨㄚˋ ㄑㄩ                |
| 100 | 左鎮區      | 左镇区      | Zuozhen                   | Bezirk        | Stadt Tainan         | Zuozhen District      | Zuǒzhèn Qū               | Tso³chen⁴ Ch’ü¹                 | Zuǒjhèn Cyu              | Tzuoojenn Chiu               | ㄗㄨㄛˇ ㄓㄣˋ ㄑㄩ                |
| 101 | 仁德區      | 仁德区      | Rende                     | Bezirk        | Stadt Tainan         | Rende District        | Réndé Qū                 | Jen²te² Ch’ü¹                   | Réndé Cyu                | Render Chiu                  | ㄖㄣˊ ㄉㄜˊ ㄑㄩ                  |
| 102 | 歸仁區      | 归仁区      | Guiren                    | Bezirk        | Stadt Tainan         | Guiren District       | Guīrén Qū                | Kui¹jen² Ch’ü¹                  | Gueirén Cyu              | Gueiren Chiu                 | ㄍㄨㄟ ㄖㄣˊ ㄑㄩ                 |
| 103 | 關廟區      | 关庙区      | Guanmiao                  | Bezirk        | Stadt Tainan         | Guanmiao District     | Guānmiào Qū              | Kuan¹miao⁴ Ch’ü¹                | Guanmiào Cyu             | Guanmiaw Chiu                | ㄍㄨㄢ ㄇㄧㄠˋ ㄑㄩ               |
| 104 | 龍崎區      | 龙崎区      | Longqi                    | Bezirk        | Stadt Tainan         | Longqi District       | Lóngqí Qū                | Lung²ch’i² Ch’ü¹                | Lóngcí Cyu               | Longchyi Chiu                | ㄌㄨㄥˊ ㄑㄧˊ ㄑㄩ                |
| 105 | 永康區      | 永康区      | Yongkang                  | Bezirk        | Stadt Tainan         | Yongkang District     | Yǒngkāng Qū              | Yung³k’ang¹ Ch’ü¹               | Yǒngkang Cyu             | Yeongkang Chiu               | ㄩㄥˇ ㄎㄤ ㄑㄩ                   |
| 106 | 東區        | 东区        | Tainan-Ostbezirk          | Bezirk        | Stadt Tainan         | East District         | Dōng Qū                  | Tung¹ Ch’ü¹                     | Dong Cyu                 | Dong Chiu                    | ㄉㄨㄥ ㄑㄩ                       |
| 107 | 南區        | 南区        | Tainan-Südbezirk          | Bezirk        | Stadt Tainan         | South District        | Nán Qū                   | Nan² Ch’ü¹                      | Nán Cyu                  | Nan Chiu                     | ㄋㄢˊ ㄑㄩ                        |
| 108 | 北區        | 北区        | Tainan-Nordbezirk         | Bezirk        | Stadt Tainan         | North District        | Běi Qū                   | Pei³ Ch’ü¹                      | Běi Cyu                  | Beei Chiu                    | ㄅㄟˇ ㄑㄩ                        |
| 109 | 安南區      | 安南区      | Annan                     | Bezirk        | Stadt Tainan         | Annan District        | Ānnán Qū                 | An¹nan² Ch’ü¹                   | Annán Cyu                | Annan Chiu                   | ㄢ ㄋㄢˊ ㄑㄩ                     |
| 110 | 安平區      | 安平区      | Anping                    | Bezirk        | Stadt Tainan         | Anping District       | Ānpíng Qū                | An¹ping² Ch’ü¹                  | Anpíng Cyu               | Anpyng Chiu                  | ㄢ ㄅㄧㄥˊ ㄑㄩ                   |
| 111 | 中西區      | 中西区      | Tainan-Zentrum-Westbezirk | Bezirk        | Stadt Tainan         | West Central District | Zhōngxī Qū               | Chung¹hsi¹ Ch’ü¹                | Jhongsi Cyu              | Jongshi Chiu                 | ㄓㄨㄥ ㄒㄧ ㄑㄩ                  |
| 112 | 高雄市      | 高雄市      | Kaohsiung                 | Stadt         | Republik China       | Kaohsiung City        | Gāoxióng Shì             | Kao¹hsiung² Shih⁴               | Gaosyóng Shìh            | Gaushyong Shyh               | ㄍㄠ ㄒㄩㄥˊ ㄕˋ                  |
| 113 | 鹽埕區      | 盐埕区      | Yancheng                  | Bezirk        | Stadt Kaohsiung      | Yancheng District     | Yánchéng Qū              | Yen²ch’eng² Ch’ü¹               | Yánchéng Cyu             | Yancherng Chiu               | ㄧㄢˊ ㄔㄥˊ ㄑㄩ                  |
| 114 | 鼓山區      | 鼓山区      | Gushan                    | Bezirk        | Stadt Kaohsiung      | Gushan District       | Gǔshān Qū                | Ku³shan¹ Ch’ü¹                  | Gǔshan Cyu               | Guushan Chiu                 | ㄍㄨˇ ㄕㄢ ㄑㄩ                   |
| 115 | 左營區      | 左营区      | Zuoying                   | Bezirk        | Stadt Kaohsiung      | Zuoying District      | Zuǒyíng Qū               | Tso³ying² Ch’ü¹                 | Zuǒyíng Cyu              | Tzuooyng Chiu                | ㄗㄨㄛˇ ㄧㄥˊ ㄑㄩ                |
| 116 | 楠梓區      | 楠梓区      | Nanzi                     | Bezirk        | Stadt Kaohsiung      | Nanzi District        | Nánzǐ Qū                 | Nan²tzu³ Ch’ü¹                  | Nánzǐh Cyu               | Nantzyy Chiu                 | ㄋㄢˊ ㄗˇ ㄑㄩ                    |
| 117 | 三民區      | 三民区      | Sanmin                    | Bezirk        | Stadt Kaohsiung      | Sanmin District       | Sānmín Qū                | San¹min² Ch’ü¹                  | Sanmín Cyu               | Sanmin Chiu                  | ㄙㄢ ㄇㄧㄣˊ ㄑㄩ                 |
| 118 | 新興區      | 新兴区      | Xinxing                   | Bezirk        | Stadt Kaohsiung      | Xinxing District      | Xīnxīng Qū               | Hsin¹hsing¹ Ch’ü¹               | Sinsing Cyu              | Shinshing Chiu               | ㄒㄧㄣ ㄒㄧㄥ ㄑㄩ                |
| 119 | 前金區      | 前金区      | Qianjin                   | Bezirk        | Stadt Kaohsiung      | Qianjin District      | Qiánjīn Qū               | Ch’ien²chin¹ Ch’ü¹              | Ciánjin Cyu              | Chyanjin Chiu                | ㄑㄧㄢˊ ㄐㄧㄣ ㄑㄩ               |
| 120 | 苓雅區      | 苓雅区      | Lingya                    | Bezirk        | Stadt Kaohsiung      | Lingya District       | Língyǎ Qū                | Ling²ya³ Ch’ü¹                  | Língyǎ Cyu               | Lingyea Chiu                 | ㄌㄧㄥˊ ㄧㄚˇ ㄑㄩ                |
| 121 | 前鎮區      | 前镇区      | Qianzhen                  | Bezirk        | Stadt Kaohsiung      | Qianzhen District     | Qiánzhèn Qū              | Ch’ien²chen⁴ Ch’ü¹              | Ciánjhèn Cyu             | Chyanjenn Chiu               | ㄑㄧㄢˊ ㄓㄣˋ ㄑㄩ                |
| 122 | 旗津區      | 旗津区      | Qijin                     | Bezirk        | Stadt Kaohsiung      | Qijin District        | Qíjīn Qū                 | Ch’i²chin¹ Ch’ü¹                | Cíjin Cyu                | Chyijin Chiu                 | ㄑㄧˊ ㄐㄧㄣ ㄑㄩ                 |
| 123 | 小港區      | 小港区      | Xiaogang                  | Bezirk        | Stadt Kaohsiung      | Xiaogang District     | Xiǎogǎng Qū              | Hsiao³kang³ Ch’ü¹               | Siǎogǎng Cyu             | Sheaugaang Chiu              | ㄒㄧㄠˇ ㄍㄤˇ ㄑㄩ                |
| 124 | 鳳山區      | 凤山区      | Fengshan                  | Bezirk        | Stadt Kaohsiung      | Fengshan District     | Fèngshān Qū              | Feng⁴shan¹ Ch’ü¹                | Fòngshan Cyu             | Fenqshan Chiu                | ㄈㄥˋ ㄕㄢ ㄑㄩ                   |
| 125 | 林園區      | 林园区      | Linyuan                   | Bezirk        | Stadt Kaohsiung      | Linyuan District      | Línyuán Qū               | Lin²yüan² Ch’ü¹                 | Línyuán Cyu              | Linyuan Chiu                 | ㄌㄧㄣˊ ㄩㄢˊ ㄑㄩ                |
| 126 | 大寮區      | 大寮区      | Daliao                    | Bezirk        | Stadt Kaohsiung      | Daliao District       | Dàliáo Qū                | Ta⁴liao² Ch’ü¹                  | Dàliáo Cyu               | Dahliau Chiu                 | ㄉㄚˋ ㄌㄧㄠˊ ㄑㄩ                |
| 127 | 大樹區      | 大树区      | Dashu                     | Bezirk        | Stadt Kaohsiung      | Dashu District        | Dàshù Qū                 | Ta⁴shu⁴ Ch’ü¹                   | Dàshù Cyu                | Dahshuh Chiu                 | ㄉㄚˋ ㄕㄨˋ ㄑㄩ                  |
| 128 | 大社區      | 大社区      | Dashe                     | Bezirk        | Stadt Kaohsiung      | Dashe District        | Dàshè Qū                 | Ta⁴she⁴ Ch’ü¹                   | Dàshè Cyu                | Dahsheh Chiu                 | ㄉㄚˋ ㄕㄜˋ ㄑㄩ                  |
| 129 | 仁武區      | 仁武区      | Renwu                     | Bezirk        | Stadt Kaohsiung      | Renwu District        | Rénwǔ Qū                 | Jen²wu³ Ch’ü¹                   | Rénwǔ Cyu                | Renwuu Chiu                  | ㄖㄣˊ ㄨˇ ㄑㄩ                    |
| 130 | 鳥松區      | 鸟松区      | Niaosong                  | Bezirk        | Stadt Kaohsiung      | Niaosong District     | Niǎosōng Qū              | Niao³sung¹ Ch’ü¹                | Niǎosong Cyu             | Neausong Chiu                | ㄋㄧㄠˇ ㄙㄨㄥ ㄑㄩ               |
| 131 | 岡山區      | 冈山区      | Gangshan                  | Bezirk        | Stadt Kaohsiung      | Gangshan District     | Gāngshān Qū              | Kang¹shan¹ Ch’ü¹                | Gangshan Cyu             | Gangshan Chiu                | ㄍㄤ ㄕㄢ ㄑㄩ                    |
| 132 | 橋頭區      | 桥头区      | Qiaotou                   | Bezirk        | Stadt Kaohsiung      | Qiaotou District      | Qiáotóu Qū               | Ch’iao²t’ou² Ch’ü¹              | Ciáotóu Cyu              | Chyautour Chiu               | ㄑㄧㄠˊ ㄊㄡˊ ㄑㄩ                |
| 133 | 燕巢區      | 燕巢区      | Yanchao                   | Bezirk        | Stadt Kaohsiung      | Yanchao District      | Yàncháo Qū               | Yen⁴ch’ao² Ch’ü¹                | Yàncháo Cyu              | Yannchaur Chiu               | ㄧㄢˋ ㄔㄠˊ ㄑㄩ                  |
| 134 | 田寮區      | 田寮区      | Tianliao                  | Bezirk        | Stadt Kaohsiung      | Tianliao District     | Tiánliáo Qū              | T’ien²liao² Ch’ü¹               | Tiánliáo Cyu             | Tyanliau Chiu                | ㄊㄧㄢˊ ㄌㄧㄠˊ ㄑㄩ              |
| 135 | 阿蓮區      | 阿莲区      | Alian                     | Bezirk        | Stadt Kaohsiung      | Alian District        | Ālián Qū                 | A¹lien² Ch’ü¹                   | Alián Cyu                | Alian Chiu                   | ㄚ ㄌㄧㄢˊ ㄑㄩ                   |
| 136 | 路竹區      | 路竹区      | Luzhu                     | Bezirk        | Stadt Kaohsiung      | Luzhu District        | Lùzhú Qū                 | Lu⁴chu² Ch’ü¹                   | Lùjhú Cyu                | Luhjwu Chiu                  | ㄌㄨˋ ㄓㄨˊ ㄑㄩ                  |
| 137 | 湖內區      | 湖内区      | Hunei                     | Bezirk        | Stadt Kaohsiung      | Hunei District        | Húnèi Qū                 | Hu²nei⁴ Ch’ü¹                   | Húnèi Cyu                | Hwuney Chiu                  | ㄏㄨˊ ㄋㄟˋ ㄑㄩ                  |
| 138 | 茄萣區      | 茄萣区      | Qieding                   | Bezirk        | Stadt Kaohsiung      | Qieding District      | Qiédìng Qū               | Ch’ieh²ting⁴ Ch’ü¹              | Ciédìng Cyu              | Chyedinq Chiu                | ㄑㄧㄝˊ ㄉㄧㄥˋ ㄑㄩ              |
| 139 | 永安區      | 永安区      | Yong’an                   | Bezirk        | Stadt Kaohsiung      | Yong’an District      | Yǒng’ān Qū               | Yung³an¹ Ch’ü¹                  | Yǒng’an Cyu              | Yeong’an Chiu                | ㄩㄥˇ ㄢ ㄑㄩ                     |
| 140 | 彌陀區      | 弥陀区      | Mituo                     | Bezirk        | Stadt Kaohsiung      | Mituo District        | Mítuó Qū                 | Mi²t’o² Ch’ü¹                   | Mítuó Cyu                | Mitwo Chiu                   | ㄇㄧˊ ㄊㄨㄛˊ ㄑㄩ                |
| 141 | 梓官區      | 梓官区      | Ziguan                    | Bezirk        | Stadt Kaohsiung      | Ziguan District       | Zǐguān Qū                | Tzu³kuan¹ Ch’ü¹                 | Zǐhguan Cyu              | Tzyyguan Chiu                | ㄗˇ ㄍㄨㄢ ㄑㄩ                   |
| 142 | 旗山區      | 旗山区      | Qishan                    | Bezirk        | Stadt Kaohsiung      | Qishan District       | Qíshān Qū                | Ch’i²shan¹ Ch’ü¹                | Císhan Cyu               | Chyishan Chiu                | ㄑㄧˊ ㄕㄢ ㄑㄩ                   |
| 143 | 美濃區      | 美浓区      | Meinong                   | Bezirk        | Stadt Kaohsiung      | Meinong District      | Měinóng Qū               | Mei³nung² Ch’ü¹                 | Měinóng Cyu              | Meeinong Chiu                | ㄇㄟˇ ㄋㄨㄥˊ ㄑㄩ                |
| 144 | 六龜區      | 六龟区      | Liugui                    | Bezirk        | Stadt Kaohsiung      | Liugui District       | Liùguī Qū                | Liu⁴kui¹ Ch’ü¹                  | Liòuguei Cyu             | Liowguei Chiu                | ㄌㄧㄡˋ ㄍㄨㄟ ㄑㄩ               |
| 145 | 甲仙區      | 甲仙区      | Jiaxian                   | Bezirk        | Stadt Kaohsiung      | Jiaxian District      | Jiǎxiān Qū               | Chia³hsien¹ Ch’ü¹               | Jiǎsian Cyu              | Jeashian Chiu                | ㄐㄧㄚˇ ㄒㄧㄢ ㄑㄩ               |
| 146 | 杉林區      | 杉林区      | Shanlin                   | Bezirk        | Stadt Kaohsiung      | Shanlin District      | Shānlín Qū               | Shan¹lin² Ch’ü¹                 | Shanlín Cyu              | Shanlin Chiu                 | ㄕㄢ ㄌㄧㄣˊ ㄑㄩ                 |
| 147 | 內門區      | 内门区      | Neimen                    | Bezirk        | Stadt Kaohsiung      | Neimen District       | Nèimén Qū                | Nei⁴men² Ch’ü¹                  | Nèimén Cyu               | Neymen Chiu                  | ㄋㄟˋ ㄇㄣˊ ㄑㄩ                  |
| 148 | 茂林區      | 茂林区      | Maolin                    | Bezirk        | Stadt Kaohsiung      | Maolin District       | Màolín Qū                | Mao⁴lin² Ch’ü¹                  | Màolín Cyu               | Mawlin Chiu                  | ㄇㄠˋ ㄌㄧㄣˊ ㄑㄩ                |
| 149 | 桃源區      | 桃源区      | Tauyuan                   | Bezirk        | Stadt Kaohsiung      | Taoyuan District      | Táoyuán Qū               | T’ao²yüan² Ch’ü¹                | Táoyuán Cyu              | Tauryuan Chiu                | ㄊㄠˊ ㄩㄢˊ ㄑㄩ                  |
| 150 | 那瑪夏區    | 那玛夏区    | Namaxia                   | Bezirk        | Stadt Kaohsiung      | Namaxia District      | Nàmǎxià Qū               | Na⁴ma³hsia⁴ Ch’ü¹               | Nàmǎsià Cyu              | Nahmaashiah Chiu             | ㄋㄚˋ ㄇㄚˇ ㄒㄧㄚˋ ㄑㄩ          |
| 151 | 宜蘭縣      | 宜兰县      | Yilan                     | Landkreis     | Republik China       | Yilan County          | Yílán Xiàn               | I²lan² Hsien⁴                   | Yílán Siàn               | Yilan Shiann                 | ㄧˊ ㄌㄢˊ ㄒㄧㄢˋ                 |
| 152 | 宜蘭市      | 宜兰市      | Yilan                     | Stadt         | Landkreis Yilan      | Yilan City            | Yílán Shì                | I²lan² Shih⁴                    | Yílán Shìh               | Yilan Shyh                   | ㄧˊ ㄌㄢˊ ㄕˋ                     |
| 153 | 羅東鎮      | 罗东镇      | Luodong                   | Stadtgemeinde | Landkreis Yilan      | Luodong Township      | Luódōng Zhèn             | Lo²tung¹ Chen⁴                  | Luódong Jhèn             | Luodong Jenn                 | ㄌㄨㄛˊ ㄉㄨㄥ ㄓㄣˋ              |
| 154 | 蘇澳鎮      | 苏澳镇      | Su’ao                     | Stadtgemeinde | Landkreis Yilan      | Su’ao Township        | Sū’ào Zhèn               | Su¹ao⁴ Chen⁴                    | Su’ào Jhèn               | Su’aw Jenn                   | ㄙㄨ ㄠˋ ㄓㄣˋ                    |
| 155 | 頭城鎮      | 头城镇      | Toucheng                  | Stadtgemeinde | Landkreis Yilan      | Toucheng Township     | Tóuchéng Zhèn            | T’ou²ch’eng² Chen⁴              | Tóuchéng Jhèn            | Tourcherng Jenn              | ㄊㄡˊ ㄔㄥˊ ㄓㄣˋ                 |
| 156 | 礁溪鄉      | 礁溪乡      | Jiaoxi                    | Landgemeinde  | Landkreis Yilan      | Jiaoxi Township       | Jiāoxī Xiāng             | Chiao¹hsi¹ Hsiang¹              | Jiaosi Siang             | Jiaushi Shiang               | ㄐㄧㄠ ㄒㄧ ㄒㄧㄤ                |
| 157 | 壯圍鄉      | 壮围乡      | Zhuangwei                 | Landgemeinde  | Landkreis Yilan      | Zhuangwei Township    | Zhuàngwéi Xiāng          | Chuang⁴wei² Hsiang¹             | Jhuàngwéi Siang          | Juanqwei Shiang              | ㄓㄨㄤˋ ㄨㄟˊ ㄒㄧㄤ              |
| 158 | 員山鄉      | 员山乡      | Yuanshan                  | Landgemeinde  | Landkreis Yilan      | Yuanshan Township     | Yuánshān Xiāng           | Yüan²shan¹ Hsiang¹              | Yuánshan Siang           | Yuanshan Shiang              | ㄩㄢˊ ㄕㄢ ㄒㄧㄤ                 |
| 159 | 冬山鄉      | 冬山乡      | Dongshan                  | Landgemeinde  | Landkreis Yilan      | Dongshan Township     | Dōngshān Xiāng           | Tung¹shan¹ Hsiang¹              | Dongshan Siang           | Dongshan Shiang              | ㄉㄨㄥ ㄕㄢ ㄒㄧㄤ                |
| 160 | 五結鄉      | 五结乡      | Wujie                     | Landgemeinde  | Landkreis Yilan      | Wujie Township        | Wǔjié Xiāng              | Wu³chieh² Hsiang¹               | Wǔjié Siang              | Wuujye Shiang                | ㄨˇ ㄐㄧㄝˊ ㄒㄧㄤ                |
| 161 | 三星鄉      | 三星乡      | Sanxing                   | Landgemeinde  | Landkreis Yilan      | Sanxing Township      | Sānxīng Xiāng            | San¹hsing¹ Hsiang¹              | Sansing Siang            | Sanshing Shiang              | ㄙㄢ ㄒㄧㄥ ㄒㄧㄤ                |
| 162 | 大同鄉      | 大同乡      | Datong                    | Landgemeinde  | Landkreis Yilan      | Datong Township       | Dàtóng Xiāng             | Ta⁴t’ung² Hsiang¹               | Dàtóng Siang             | Dahtorng Shiang              | ㄉㄚˋ ㄊㄨㄥˊ ㄒㄧㄤ              |
| 163 | 南澳鄉      | 南澳乡      | Nan’ao                    | Landgemeinde  | Landkreis Yilan      | Nan’ao Township       | Nán’ào Xiāng             | Nan²ao⁴ Hsiang¹                 | Nán’ào Siang             | Nan’aw Shiang                | ㄋㄢˊ ㄠˋ ㄒㄧㄤ                  |
| 164 | 桃園市      | 桃园市      | Taoyuan                   | Stadt         | Republik China       | Taoyuan City          | Táoyuán Shì              | T’ao²yüan² Shih⁴                | Táoyuán Shìh             | Tauryuan Shyh                | ㄊㄠˊ ㄩㄢˊ ㄕˋ                   |
| 165 | 桃園縣      | 桃园县      | Taoyuan                   | Bezirk        | Stadt Taoyuan        | Taoyuan District      | Táoyuán Qū               | T’ao²yüan² Ch’ü¹                | Táoyuán Cyu              | Tauryuan Chiu                | ㄊㄠˊ ㄩㄢˊ ㄒㄧㄢˋ               |
| 166 | 中壢市      | 中坜市      | Zhongli                   | Bezirk        | Stadt Taoyuan        | Zhongli District      | Zhōnglì Qū               | Chung¹li⁴ Ch’ü¹                 | Jhonglì Cyu              | Jonglih Chiu                 | ㄓㄨㄥ ㄌㄧˋ ㄕˋ                  |
| 167 | 大溪鎮      | 大溪镇      | Daxi                      | Bezirk        | Stadt Taoyuan        | Daxi District         | Dàxī Qū                  | Ta⁴hsi¹ Ch’ü¹                   | Dàsi Cyu                 | Dahshi Chiu                  | ㄉㄚˋ ㄒㄧ ㄓㄣˋ                  |
| 168 | 楊梅鎮      | 杨梅镇      | Yangmei                   | Bezirk        | Stadt Taoyuan        | Yangmei District      | Yángméi Qū               | Yang²mei² Ch’ü¹                 | Yángméi Cyu              | Yangmei Chiu                 | ㄧㄤˊ ㄇㄟˊ ㄓㄣˋ                 |
| 169 | 蘆竹鄉      | 芦竹乡      | Luzhu                     | Bezirk        | Stadt Taoyuan        | Luzhu District        | Lúzhú Qū                 | Lu²Chu² Ch’ü¹                   | Lújhú Cyu                | Lujwu Chiu                   | ㄌㄨˊ ㄓㄨˊ ㄒㄧㄤ                |
| 170 | 大園鄉      | 大园乡      | Dayuan                    | Bezirk        | Stadt Taoyuan        | Dayuan District       | Dàyuán Qū                | Ta⁴yüan² Ch’ü¹                  | Dàyuán Cyu               | Dahyuan Chiu                 | ㄉㄚˋ ㄩㄢˊ ㄒㄧㄤ                |
| 171 | 龜山鄉      | 龟山乡      | Guishan                   | Bezirk        | Stadt Taoyuan        | Guishan District      | Guīshān Qū               | Kui¹shan¹ Ch’ü¹                 | Gueishan Cyu             | Gueishan Chiu                | ㄍㄨㄟ ㄕㄢ ㄒㄧㄤ                |
| 172 | 八德市      | 八德市      | Bade                      | Bezirk        | Stadt Taoyuan        | Bade District         | Bādé Qū                  | Pa¹te² Ch’ü¹                    | Badé Cyu                 | Bader Chiu                   | ㄅㄚ ㄉㄜˊ ㄕˋ                    |
| 173 | 龍潭鄉      | 龙潭乡      | Longtan                   | Bezirk        | Stadt Taoyuan        | Longtan District      | Lóngtán Qū               | Lung²t’an² Ch’ü¹                | Lóngtán Cyu              | Longtarn Chiu                | ㄌㄨㄥˊ ㄊㄢˊ ㄒㄧㄤ              |
| 174 | 平鎮市      | 平镇市      | Pingzhen                  | Bezirk        | Stadt Taoyuan        | Pingzhen District     | Píngzhèn Qū              | P’ing²chen⁴ Ch’ü¹               | Píngjhèn Cyu             | Pyngjenn Chiu                | ㄆㄧㄥˊ ㄓㄣˋ ㄕˋ                 |
| 175 | 新屋鄉      | 新屋乡      | Xinwu                     | Bezirk        | Stadt Taoyuan        | Xinwu District        | Xīnwū Qū                 | Hsin¹wu¹ Ch’ü¹                  | Sinwu Cyu                | Shin’u Chiu                  | ㄒㄧㄣ ㄨ ㄒㄧㄤ                  |
| 176 | 觀音鄉      | 观音乡      | Guanyin                   | Bezirk        | Stadt Taoyuan        | Guanyin District      | Guānyīn Qū               | Kuan¹yin¹ Ch’ü¹                 | Guanyin Cyu              | Guan’in Chiu                 | ㄍㄨㄢ ㄧㄣ ㄒㄧㄤ                |
| 177 | 復興鄉      | 复兴乡      | Fuxing                    | Bezirk        | Stadt Taoyuan        | Fuxing District       | Fùxīng Qū                | Fu⁴hsing¹ Ch’ü¹                 | Fùsing Cyu               | Fuhshing Chiu                | ㄈㄨˋ ㄒㄧㄥ ㄒㄧㄤ               |
| 178 | 新竹縣      | 新竹县      | Hsinchu                   | Landkreis     | Republik China       | Hsinchu County        | Xīnzhú Xiàn              | Hsin¹chu² Hsien⁴                | Sinjhú Siàn              | Shinjwu Shiann               | ㄒㄧㄣ ㄓㄨˊ ㄒㄧㄢˋ              |
| 179 | 竹北市      | 竹北市      | Zhubei                    | Stadt         | Landkreis Hsinchu    | Zhubei City           | Zhúběi Shì               | Chu²pei³ Shih⁴                  | Jhúběi Shìh              | Jwubeei Shyh                 | ㄓㄨˊ ㄅㄟˇ ㄕˋ                   |
| 180 | 竹東鎮      | 竹东镇      | Zhudong                   | Stadtgemeinde | Landkreis Hsinchu    | Zhudong Township      | Zhúdōng Zhèn             | Chu²tung¹ Chen⁴                 | Jhúdong Jhèn             | Jwudong Jenn                 | ㄓㄨˊ ㄉㄨㄥ ㄓㄣˋ                |
| 181 | 新埔鎮      | 新埔镇      | Xinpu                     | Stadtgemeinde | Landkreis Hsinchu    | Xinpu Township        | Xīnbù Zhèn               | Hsin¹pu⁴ Chen⁴                  | Sinbù Jhèn               | Shinbuh Jenn                 | ㄒㄧㄣ ㄅㄨˋ ㄓㄣˋ                |
| 182 | 湖口鄉      | 湖口乡      | Hukou                     | Landgemeinde  | Landkreis Hsinchu    | Hukou Township        | Húkǒu Xiāng              | Hu²k’ou³ Hsiang¹                | Húkǒu Siang              | Hwukoou Shiang               | ㄏㄨˊ ㄎㄡˇ ㄒㄧㄤ                |
| 183 | 新豐鄉      | 新丰乡      | Xinfeng                   | Landgemeinde  | Landkreis Hsinchu    | Xinfeng Township      | Xīnfēng Xiāng            | Hsin¹feng¹ Hsiang¹              | Sinfong Siang            | Shinfeng Shiang              | ㄒㄧㄣ ㄈㄥ ㄒㄧㄤ                |
| 184 | 芎林鄉      | 芎林乡      | Qionglin                  | Landgemeinde  | Landkreis Hsinchu    | Qionglin Township     | Qiōnglín Xiāng           | Ch’iung¹lin² Hsiang¹            | Cyonglín Siang           | Chionglin Shiang             | ㄑㄩㄥ ㄌㄧㄣˊ ㄒㄧㄤ             |
| 185 | 橫山鄉      | 横山乡      | Hengshan                  | Landgemeinde  | Landkreis Hsinchu    | Hengshan Township     | Héngshān Xiāng           | Heng²shan¹ Hsiang¹              | Héngshan Siang           | Herngshan Shiang             | ㄏㄥˊ ㄕㄢ ㄒㄧㄤ                 |
| 186 | 北埔鄉      | 北埔乡      | Beipu                     | Landgemeinde  | Landkreis Hsinchu    | Beipu Township        | Běipǔ Xiāng              | Pei³p’u³ Hsiang¹                | Běipǔ Siang              | Beeipuu Shiang               | ㄅㄟˇ ㄆㄨˇ ㄒㄧㄤ                |
| 187 | 寶山鄉      | 宝山乡      | Baoshan                   | Landgemeinde  | Landkreis Hsinchu    | Baoshan Township      | Bǎoshān Xiāng            | Pao³shan¹ Hsiang¹               | Bǎoshan Siang            | Baoshan Shiang               | ㄅㄠˇ ㄕㄢ ㄒㄧㄤ                 |
| 188 | 關西鎮      | 关西镇      | Guanxi                    | Stadtgemeinde | Landkreis Hsinchu    | Guanxi Township       | Guānxī Zhèn              | Kuan¹hsi¹ Chen⁴                 | Guansi Jhèn              | Guanshi Jenn                 | ㄍㄨㄢ ㄒㄧ ㄓㄣˋ                 |
| 189 | 峨眉鄉      | 峨眉乡      | Emei                      | Landgemeinde  | Landkreis Hsinchu    | Emei Township         | Éméi Xiāng               | E²mei² Hsiang¹                  | Éméi Siang               | Ermei Shiang                 | ㄜˊ ㄇㄟˊ ㄒㄧㄤ                  |
| 190 | 尖石鄉      | 尖石乡      | Jianshi                   | Landgemeinde  | Landkreis Hsinchu    | Jianshi Township      | Jiānshí Xiāng            | Chien¹shih² Hsiang¹             | Jianshíh Siang           | Jianshyr Shiang              | ㄐㄧㄢ ㄕˊ ㄒㄧㄤ                 |
| 191 | 五峰鄉      | 五峰乡      | Wufeng                    | Landgemeinde  | Landkreis Hsinchu    | Wufeng Township       | Wǔfēng Xiāng             | Wu³feng¹ Hsiang¹                | Wǔfong Siang             | Wuufeng Shiang               | ㄨˇ ㄈㄥ ㄒㄧㄤ                   |
| 192 | 苗栗縣      | 苗栗县      | Miaoli                    | Landkreis     | Republik China       | Miaoli County         | Miáolì Xiàn              | Miao²li⁴ Hsien⁴                 | Miáolì Siàn              | Miaulih Shiann               | ㄇㄧㄠˊ ㄌㄧˋ ㄒㄧㄢˋ             |
| 193 | 苗栗市      | 苗栗市      | Miaoli                    | Stadt         | Landkreis Miaoli     | Miaoli City           | Miáolì Shì               | Miao²li⁴ Shih⁴                  | Miáolì Shìh              | Miaulih Shyh                 | ㄇㄧㄠˊ ㄌㄧˋ ㄕˋ                 |
| 194 | 苑裡鎮      | 苑里镇      | Yuanli                    | Stadtgemeinde | Landkreis Miaoli     | Yuanli Township       | Yuànlǐ Zhèn              | Yüan⁴li³ Chen⁴                  | Yuànlǐ Jhèn              | Yuannlii Jenn                | ㄩㄢˋ ㄌㄧˇ ㄓㄣˋ                 |
| 195 | 通霄鎮      | 通霄镇      | Tongxiao                  | Stadtgemeinde | Landkreis Miaoli     | Tongxiao Township     | Tōngxiāo Zhèn            | T’ung¹hsiao¹ Chen⁴              | Tongsiao Jhèn            | Tongshiau Jenn               | ㄊㄨㄥ ㄒㄧㄠ ㄓㄣˋ               |
| 196 | 竹南鎮      | 竹南镇      | Zhunan                    | Stadtgemeinde | Landkreis Miaoli     | Zhunan Township       | Zhúnán Zhèn              | Chu²nan² Chen⁴                  | Jhúnán Jhèn              | Jwunan Jenn                  | ㄓㄨˊ ㄋㄢˊ ㄓㄣˋ                 |
| 197 | 頭份市      | 头份市      | Toufen                    | Stadt         | Landkreis Miaoli     | Toufen City           | Tóufèn Shì               | T’ou²fen⁴ Shih⁴                 | Tóufèn Shìh              | Tourfenn Shyh                | ㄊㄡˊ ㄈㄣˋ ㄕˋ                   |
| 198 | 後龍鎮      | 后龙镇      | Houlong                   | Stadtgemeinde | Landkreis Miaoli     | Houlong Township      | Hòulóng Zhèn             | Hou⁴lung² Chen⁴                 | Hòulóng Jhèn             | Howlong Jenn                 | ㄏㄡˋ ㄌㄨㄥˊ ㄓㄣˋ               |
| 199 | 卓蘭鎮      | 卓兰镇      | Zhuolan                   | Stadtgemeinde | Landkreis Miaoli     | Zhuolan Township      | Zhuólán Zhèn             | Cho²lan² Chen⁴                  | Jhuólán Jhèn             | Jwolan Jenn                  | ㄓㄨㄛˊ ㄌㄢˊ ㄓㄣˋ               |
| 200 | 大湖鄉      | 大湖乡      | Dahu                      | Landgemeinde  | Landkreis Miaoli     | Dahu Township         | Dàhú Xiāng               | Ta⁴hu² Hsiang¹                  | Dàhú Siang               | Dahhwu Shiang                | ㄉㄚˋ ㄏㄨˊ ㄒㄧㄤ                |
| 201 | 公館鄉      | 公馆乡      | Gongguan                  | Landgemeinde  | Landkreis Miaoli     | Gongguan Township     | Gōngguǎn Xiāng           | Kung¹kuan³ Hsiang¹              | Gongguǎn Siang           | Gonggoan Shiang              | ㄍㄨㄥ ㄍㄨㄢˇ ㄒㄧㄤ             |
| 202 | 銅鑼鄉      | 铜锣乡      | Tongluo                   | Landgemeinde  | Landkreis Miaoli     | Tongluo Township      | Tóngluó Xiāng            | T’ung²lo² Hsiang¹               | Tóngluó Siang            | Torngluo Shiang              | ㄊㄨㄥˊ ㄌㄨㄛˊ ㄒㄧㄤ            |
| 203 | 南庄鄉      | 南庄乡      | Nanzhuang                 | Landgemeinde  | Landkreis Miaoli     | Nanzhuang Township    | Nánzhuāng Xiāng          | Nan²chuang¹ Hsiang¹             | Nánjhuang Siang          | Nanjuang Shiang              | ㄋㄢˊ ㄓㄨㄤ ㄒㄧㄤ               |
| 204 | 頭屋鄉      | 头屋乡      | Touwu                     | Landgemeinde  | Landkreis Miaoli     | Touwu Township        | Tóuwū Xiāng              | T’ou²wu¹ Hsiang¹                | Tóuwu Siang              | Tour’u Shiang                | ㄊㄡˊ ㄨ ㄒㄧㄤ                   |
| 205 | 三義鄉      | 三义乡      | Sanyi                     | Landgemeinde  | Landkreis Miaoli     | Sanyi Township        | Sānyì Xiāng              | San¹i⁴ Hsiang¹                  | Sanyì Siang              | Sanyih Shiang                | ㄙㄢ ㄧˋ ㄒㄧㄤ                   |
| 206 | 西湖鄉      | 西湖乡      | Xihu                      | Landgemeinde  | Landkreis Miaoli     | Xihu Township         | Xīhú Xiāng               | Hsi¹hu² Hsiang¹                 | Sihú Siang               | Shihwu Shiang                | ㄒㄧ ㄏㄨˊ ㄒㄧㄤ                 |
| 207 | 造橋鄉      | 造桥乡      | Zaoqiao                   | Landgemeinde  | Landkreis Miaoli     | Zaoqiao Township      | Zàoqiáo Xiāng            | Tsao⁴ch’iao² Hsiang¹            | Zàociáo Siang            | Tzawchyau Shiang             | ㄗㄠˋ ㄑㄧㄠˊ ㄒㄧㄤ              |
| 208 | 三灣鄉      | 三湾乡      | Sanwan                    | Landgemeinde  | Landkreis Miaoli     | Sanwan Township       | Sānwān Xiāng             | San¹wan¹ Hsiang¹                | Sanwan Siang             | San’uan Shiang               | ㄙㄢ ㄨㄢ ㄒㄧㄤ                  |
| 209 | 獅潭鄉      | 狮潭乡      | Shitan                    | Landgemeinde  | Landkreis Miaoli     | Shitan Township       | Shītán Xiāng             | Shih¹t’an² Hsiang¹              | Shihtán Siang            | Shytarn Shiang               | ㄕ ㄊㄢˊ ㄒㄧㄤ                   |
| 210 | 泰安鄉      | 泰安乡      | Tai’an                    | Landgemeinde  | Landkreis Miaoli     | Tai’an Township       | Tài’ān Xiāng             | T’ai⁴an¹ Hsiang¹                | Tài’an Siang             | Tay’an Shiang                | ㄊㄞˋ ㄢ ㄒㄧㄤ                   |
| 211 | 彰化縣      | 彰化县      | Changhua                  | Landkreis     | Republik China       | Changhua County       | Zhānghuà Xiàn            | Chang¹hua⁴ Hsien⁴               | Jhanghuà Siàn            | Janghuah Shiann              | ㄓㄤ ㄏㄨㄚˋ ㄒㄧㄢˋ              |
| 212 | 彰化市      | 彰化市      | Changhua                  | Stadt         | Landkreis Changhua   | Changhua City         | Zhānghuà Shì             | Chang¹hua⁴ Shih⁴                | Jhanghuà Shìh            | Janghuah Shyh                | ㄓㄤ ㄏㄨㄚˋ ㄕˋ                  |
| 213 | 鹿港鎮      | 鹿港镇      | Lukang                    | Stadtgemeinde | Landkreis Changhua   | Lukang Township       | Lùgǎng Zhèn              | Lu⁴kang³ Chen⁴                  | Lùgǎng Jhèn              | Luhgaang Jenn                | ㄌㄨˋ ㄍㄤˇ ㄓㄣˋ                 |
| 214 | 和美鎮      | 和美镇      | Hemei                     | Stadtgemeinde | Landkreis Changhua   | Hemei Township        | Héměi Zhèn               | He²mei³ Chen⁴                   | Héměi Jhèn               | Hermeei Jenn                 | ㄏㄜˊ ㄇㄟˇ ㄓㄣˋ                 |
| 215 | 線西鄉      | 线西乡      | Xianxi                    | Landgemeinde  | Landkreis Changhua   | Xianxi Township       | Xiànxī Xiāng             | Hsien⁴hsi¹ Hsiang¹              | Siànsi Siang             | Shiannshi Shiang             | ㄒㄧㄢˋ ㄒㄧ ㄒㄧㄤ               |
| 216 | 伸港鄉      | 伸港乡      | Shengang                  | Landgemeinde  | Landkreis Changhua   | Shengang Township     | Shēngǎng Xiāng           | Shen¹kang³ Hsiang¹              | Shengǎng Siang           | Shengaang Shiang             | ㄕㄣ ㄍㄤˇ ㄒㄧㄤ                 |
| 217 | 福興鄉      | 福兴乡      | Fuxing                    | Landgemeinde  | Landkreis Changhua   | Fuxing Township       | Fúxīng Xiāng             | Fu²hsing¹ Hsiang¹               | Fúsing Siang             | Fwushing Shiang              | ㄈㄨˊ ㄒㄧㄥ ㄒㄧㄤ               |
| 218 | 秀水鄉      | 秀水乡      | Xiushui                   | Landgemeinde  | Landkreis Changhua   | Xiushui Township      | Xiùshuǐ Xiāng            | Hsiu⁴shui³ Hsiang¹              | Siòushuěi Siang          | Shiowshoei Shiang            | ㄒㄧㄡˋ ㄕㄨㄟˇ ㄒㄧㄤ            |
| 219 | 花壇鄉      | 花坛乡      | Huatan                    | Landgemeinde  | Landkreis Changhua   | Huatan Township       | Huātán Xiāng             | Hua¹t’an² Hsiang¹               | Huatán Siang             | Huatarn Shiang               | ㄏㄨㄚ ㄊㄢˊ ㄒㄧㄤ               |
| 220 | 芬園鄉      | 芬园乡      | Fenyuan                   | Landgemeinde  | Landkreis Changhua   | Fenyuan Township      | Fēnyuán Xiāng            | Fen¹yüan² Hsiang¹               | Fenyuán Siang            | Fenyuan Shiang               | ㄈㄣ ㄩㄢˊ ㄒㄧㄤ                 |
| 221 | 員林市      | 员林市      | Yuanlin                   | Stadt         | Landkreis Changhua   | Yuanlin City          | Yuánlín Shì              | Yüan²lin² Shih⁴                 | Yuánlín Shìh             | Yuanlin Shyh                 | ㄩㄢˊ ㄌㄧㄣˊ ㄕˋ                 |
| 222 | 溪湖鎮      | 溪湖镇      | Xihu                      | Stadtgemeinde | Landkreis Changhua   | Xihu Township         | Xīhú Zhèn                | Hsi¹hu² Chen⁴                   | Sihú Jhèn                | Shihwu Jenn                  | ㄒㄧ ㄏㄨˊ ㄓㄣˋ                  |
| 223 | 田中鎮      | 田中镇      | Tianzhong                 | Stadtgemeinde | Landkreis Changhua   | Tianzhong Township    | Tiánzhōng Zhèn           | T’ien²chung¹ Chen⁴              | Tiánjhong Jhèn           | Tyanjong Jenn                | ㄊㄧㄢˊ ㄓㄨㄥ ㄓㄣˋ              |
| 224 | 大村鄉      | 大村乡      | Dacun                     | Landgemeinde  | Landkreis Changhua   | Dacun Township        | Dàcūn Xiāng              | Ta⁴ts’un¹ Hsiang¹               | Dàcun Siang              | Dahtsuen Shiang              | ㄉㄚˋ ㄘㄨㄣ ㄒㄧㄤ               |
| 225 | 埔鹽鄉      | 埔盐乡      | Puyan                     | Landgemeinde  | Landkreis Changhua   | Puyan Township        | Pǔyán Xiāng              | P’u³yen² Hsiang¹                | Pǔyán Siang              | Puuyan Shiang                | ㄆㄨˇ ㄧㄢˊ ㄒㄧㄤ                |
| 226 | 埔心鄉      | 埔心乡      | Puxin                     | Landgemeinde  | Landkreis Changhua   | Puxin Township        | Pǔxīn Xiāng              | P’u³hsin¹ Hsiang¹               | Pǔsin Siang              | Puushin Shiang               | ㄆㄨˇ ㄒㄧㄣ ㄒㄧㄤ               |
| 227 | 永靖鄉      | 永靖乡      | Yongjing                  | Landgemeinde  | Landkreis Changhua   | Yongjing Township     | Yǒngjìng Xiāng           | Yung³ching⁴ Hsiang¹             | Yǒngjìng Siang           | Yeongjinq Shiang             | ㄩㄥˇ ㄐㄧㄥˋ ㄒㄧㄤ              |
| 228 | 社頭鄉      | 社头乡      | Shetou                    | Landgemeinde  | Landkreis Changhua   | Shetou Township       | Shètóu Xiāng             | She⁴t’ou² Hsiang¹               | Shètóu Siang             | Shehtour Shiang              | ㄕㄜˋ ㄊㄡˊ ㄒㄧㄤ                |
| 229 | 二水鄉      | 二水乡      | Ershui                    | Landgemeinde  | Landkreis Changhua   | Ershui Township       | Èrshuǐ Xiāng             | Er⁴shui³ Hsiang¹                | Èrshuěi Siang            | Ellshoei Shiang              | ㄦˋ ㄕㄨㄟˇ ㄒㄧㄤ                |
| 230 | 北斗鎮      | 北斗镇      | Beidou                    | Stadtgemeinde | Landkreis Changhua   | Beidou Township       | Běidǒu Zhèn              | Pei³tou³ Chen⁴                  | Běidǒu Jhèn              | Beeidoou Jenn                | ㄅㄟˇ ㄉㄡˇ ㄓㄣˋ                 |
| 231 | 二林鎮      | 二林镇      | Erlin                     | Stadtgemeinde | Landkreis Changhua   | Erlin Township        | Èrlín Zhèn               | Er⁴lin² Chen⁴                   | Èrlín Jhèn               | Elllin Jenn                  | ㄦˋ ㄌㄧㄣˊ ㄓㄣˋ                 |
| 232 | 田尾鄉      | 田尾乡      | Tianwei                   | Landgemeinde  | Landkreis Changhua   | Tianwei Township      | Tiánwěi Xiāng            | T’ien²wei³ Hsiang¹              | Tiánwěi Siang            | Tyanwoei Shiang              | ㄊㄧㄢˊ ㄨㄟˇ ㄒㄧㄤ              |
| 233 | 埤頭鄉      | 埤头乡      | Pitou                     | Landgemeinde  | Landkreis Changhua   | Pitou Township        | Pítóu Xiāng              | P’i²t’ou² Hsiang¹               | Pítóu Siang              | Pyitour Shiang               | ㄆㄧˊ ㄊㄡˊ ㄒㄧㄤ                |
| 234 | 芳苑鄉      | 芳苑乡      | Fangyuan                  | Landgemeinde  | Landkreis Changhua   | Fangyuan Township     | Fāngyuàn Xiāng           | Fang¹yüan⁴ Hsiang¹              | Fangyuàn Siang           | Fangyuann Shiang             | ㄈㄤ ㄩㄢˋ ㄒㄧㄤ                 |
| 235 | 大城鄉      | 大城乡      | Dacheng                   | Landgemeinde  | Landkreis Changhua   | Dacheng Township      | Dàchéng Xiāng            | Ta⁴ch’eng² Hsiang¹              | Dàchéng Siang            | Dahcherng Shiang             | ㄉㄚˋ ㄔㄥˊ ㄒㄧㄤ                |
| 236 | 竹塘鄉      | 竹塘乡      | Zhutang                   | Landgemeinde  | Landkreis Changhua   | Zhutang Township      | Zhútáng Xiāng            | Chu²t’ang² Hsiang¹              | Jhútáng Siang            | Jwutarng Shiang              | ㄓㄨˊ ㄊㄤˊ ㄒㄧㄤ                |
| 237 | 溪州鄉      | 溪州乡      | Xizhou                    | Landgemeinde  | Landkreis Changhua   | Xizhou Township       | Xīzhōu Xiāng             | Hsi¹chou¹ Hsiang¹               | Sijhou Siang             | Shijou Shiang                | ㄒㄧ ㄓㄡ ㄒㄧㄤ                  |
| 238 | 南投縣      | 南投县      | Nantou                    | Landkreis     | Republik China       | Nantou County         | Nántóu Xiàn              | Nan²t’ou² Hsien⁴                | Nántóu Siàn              | Nantour Shiann               | ㄋㄢˊ ㄊㄡˊ ㄒㄧㄢˋ               |
| 239 | 南投市      | 南投市      | Nantou                    | Stadt         | Landkreis Nantou     | Nantou City           | Nántóu Shì               | Nan²t’ou² Shih⁴                 | Nántóu Shìh              | Nantour Shyh                 | ㄋㄢˊ ㄊㄡˊ ㄕˋ                   |
| 240 | 埔里鎮      | 埔里镇      | Puli                      | Stadtgemeinde | Landkreis Nantou     | Puli Township         | Pǔlǐ Zhèn                | P’u³li³ Chen⁴                   | Pǔlǐ Jhèn                | Puulii Jenn                  | ㄆㄨˇ ㄌㄧˇ ㄓㄣˋ                 |
| 241 | 草屯鎮      | 草屯镇      | Caotun                    | Stadtgemeinde | Landkreis Nantou     | Caotun Township       | Cǎotún Zhèn              | Ts’ao³t’un² Chen⁴               | Cǎotún Jhèn              | Tsaotwen Jenn                | ㄘㄠˇ ㄊㄨㄣˊ ㄓㄣˋ               |
| 242 | 竹山鎮      | 竹山镇      | Zhushan                   | Stadtgemeinde | Landkreis Nantou     | Zhushan Township      | Zhúshān Zhèn             | Chu²shan¹ Chen⁴                 | Jhúshan Jhèn             | Jwushan Jenn                 | ㄓㄨˊ ㄕㄢ ㄓㄣˋ                  |
| 243 | 集集鎮      | 集集镇      | Jiji                      | Stadtgemeinde | Landkreis Nantou     | Jiji Township         | Jíjí Zhèn                | Chi²chi² Chen⁴                  | Jíjí Jhèn                | Jyijyi Jenn                  | ㄐㄧˊ ㄐㄧˊ ㄓㄣˋ                 |
| 244 | 名間鄉      | 名间乡      | Mingjian                  | Landgemeinde  | Landkreis Nantou     | Mingjian Township     | Míngjiān Xiāng           | Ming²chien¹ Hsiang¹             | Míngjian Siang           | Mingjian Shiang              | ㄇㄧㄥˊ ㄐㄧㄢ ㄒㄧㄤ             |
| 245 | 鹿谷鄉      | 鹿谷乡      | Lugu                      | Landgemeinde  | Landkreis Nantou     | Lugu Township         | Lùgǔ Xiāng               | Lu⁴ku³ Hsiang¹                  | Lùgǔ Siang               | Luhguu Shiang                | ㄌㄨˋ ㄍㄨˇ ㄒㄧㄤ                |
| 246 | 中寮鄉      | 中寮乡      | Zhongliao                 | Landgemeinde  | Landkreis Nantou     | Zhongliao Township    | Zhōngliáo Xiāng          | Chung¹liao² Hsiang¹             | Jhongliáo Siang          | Jongliau Shiang              | ㄓㄨㄥ ㄌㄧㄠˊ ㄒㄧㄤ             |
| 247 | 魚池鄉      | 鱼池乡      | Yuchi                     | Landgemeinde  | Landkreis Nantou     | Yuchi Township        | Yúchí Xiāng              | Yü²ch’ih² Hsiang¹               | Yúchíh Siang             | Yuchyr Shiang                | ㄩˊ ㄔˊ ㄒㄧㄤ                    |
| 248 | 國姓鄉      | 国姓乡      | Guoxing                   | Landgemeinde  | Landkreis Nantou     | Guoxing Township      | Guóxìng Xiāng            | Kuo²hsing⁴ Hsiang¹              | Guósìng Siang            | Gwoshinq Shiang              | ㄍㄨㄛˊ ㄒㄧㄥˋ ㄒㄧㄤ            |
| 249 | 水里鄉      | 水里乡      | Shuili                    | Landgemeinde  | Landkreis Nantou     | Shuili Township       | Shuǐlǐ Xiāng             | Shui³li³ Hsiang¹                | Shuěilǐ Siang            | Shoeilii Shiang              | ㄕㄨㄟˇ ㄌㄧˇ ㄒㄧㄤ              |
| 250 | 信義鄉      | 信义乡      | Xinyi                     | Landgemeinde  | Landkreis Nantou     | Xinyi Township        | Xìnyì Xiāng              | Hsin⁴i⁴ Hsiang¹                 | Sìnyì Siang              | Shinnyih Shiang              | ㄒㄧㄣˋ ㄧˋ ㄒㄧㄤ                |
| 251 | 仁愛鄉      | 仁爱乡      | Ren’ai                    | Landgemeinde  | Landkreis Nantou     | Ren’ai Township       | Rén’ài Xiāng             | Jen²ai⁴ Hsiang¹                 | Rén’ài Siang             | Ren’ay Shiang                | ㄖㄣˊ ㄞˋ ㄒㄧㄤ                  |
| 252 | 雲林縣      | 云林县      | Yunlin                    | Landkreis     | Republik China       | Yunlin County         | Yúnlín Xiàn              | Yün²lin² Hsien⁴                 | Yúnlín Siàn              | Yunlin Shiann                | ㄩㄣˊ ㄌㄧㄣˊ ㄒㄧㄢˋ             |
| 253 | 斗六市      | 斗六市      | Douliu                    | Stadt         | Landkreis Yunlin     | Douliu City           | Dǒuliù Shì               | Tou³liu⁴ Shih⁴                  | Dǒuliòu Shìh             | Doouliow Shyh                | ㄉㄡˇ ㄌㄧㄡˋ ㄕˋ                 |
| 254 | 斗南鎮      | 斗南镇      | Dounan                    | Stadtgemeinde | Landkreis Yunlin     | Dounan Township       | Dǒunán Zhèn              | Tou³nan² Chen⁴                  | Dǒunán Jhèn              | Doounan Jenn                 | ㄉㄡˇ ㄋㄢˊ ㄓㄣˋ                 |
| 255 | 虎尾鎮      | 虎尾镇      | Huwei                     | Stadtgemeinde | Landkreis Yunlin     | Huwei Township        | Hǔwěi Zhèn               | Hu³wei³ Chen⁴                   | Hǔwěi Jhèn               | Huuwoei Jenn                 | ㄏㄨˇ ㄨㄟˇ ㄓㄣˋ                 |
| 256 | 西螺鎮      | 西螺镇      | Xiluo                     | Stadtgemeinde | Landkreis Yunlin     | Xiluo Township        | Xīluó Zhèn               | Hsi¹lo² Chen⁴                   | Siluó Jhèn               | Shiluo Jenn                  | ㄒㄧ ㄌㄨㄛˊ ㄓㄣˋ                |
| 257 | 土庫鎮      | 土库镇      | Tuku                      | Stadtgemeinde | Landkreis Yunlin     | Tuku Township         | Tǔkù Zhèn                | T’u³k’u⁴ Chen⁴                  | Tǔkù Jhèn                | Tuukuh Jenn                  | ㄊㄨˇ ㄎㄨˋ ㄓㄣˋ                 |
| 258 | 北港鎮      | 北港镇      | Beigang                   | Stadtgemeinde | Landkreis Yunlin     | Beigang Township      | Běigǎng Zhèn             | Pei³kang³ Chen⁴                 | Běigǎng Jhèn             | Beeigaang Jenn               | ㄅㄟˇ ㄍㄤˇ ㄓㄣˋ                 |
| 259 | 古坑鄉      | 古坑乡      | Gukeng                    | Landgemeinde  | Landkreis Yunlin     | Gukeng Township       | Gǔkēng Xiāng             | Ku³k’eng¹ Hsiang¹               | Gǔkeng Siang             | Guukeng Shiang               | ㄍㄨˇ ㄎㄥ ㄒㄧㄤ                 |
| 260 | 大埤鄉      | 大埤乡      | Dapi                      | Landgemeinde  | Landkreis Yunlin     | Dapi Township         | Dàpí Xiāng               | Ta⁴p’i² Hsiang¹                 | Dàpí Siang               | Dahpyi Shiang                | ㄉㄚˋ ㄆㄧˊ ㄒㄧㄤ                |
| 261 | 莿桐鄉      | 莿桐乡      | Citong                    | Landgemeinde  | Landkreis Yunlin     | Citong Township       | Cìtóng Xiāng             | Tz’u⁴t’ung² Hsiang¹             | Cìhtóng Siang            | Tsyhtorng Shiang             | ㄘˋ ㄊㄨㄥˊ ㄒㄧㄤ                |
| 262 | 林內鄉      | 林内乡      | Linnei                    | Landgemeinde  | Landkreis Yunlin     | Linnei Township       | Línnèi Xiāng             | Lin²nei⁴ Hsiang¹                | Línnèi Siang             | Linney Shiang                | ㄌㄧㄣˊ ㄋㄟˋ ㄒㄧㄤ              |
| 263 | 二崙鄉      | 二𪨧乡      | Erlun                     | Landgemeinde  | Landkreis Yunlin     | Erlun Township        | Èrlún Xiāng              | Er⁴lun² Hsiang¹                 | Èrlún Siang              | Ellluen Shiang               | ㄦˋ ㄌㄨㄣˊ ㄒㄧㄤ                |
| 264 | 崙背鄉      | 𪨧背乡      | Lunbei                    | Landgemeinde  | Landkreis Yunlin     | Lunbei Township       | Lúnbèi Xiāng             | Lun²pei⁴ Hsiang¹                | Lúnbèi Siang             | Luenbey Shiang               | ㄌㄨㄣˊ ㄅㄟˋ ㄒㄧㄤ              |
| 265 | 麥寮鄉      | 麦寮乡      | Mailiao                   | Landgemeinde  | Landkreis Yunlin     | Mailiao Township      | Màiliáo Xiāng            | Mai⁴liao² Hsiang¹               | Màiliáo Siang            | Mayliau Shiang               | ㄇㄞˋ ㄌㄧㄠˊ ㄒㄧㄤ              |
| 266 | 東勢鄉      | 东势乡      | Dongshi                   | Landgemeinde  | Landkreis Yunlin     | Dongshi Township      | Dōngshì Xiāng            | Tung¹shih⁴ Hsiang¹              | Dongshìh Siang           | Dongshyh Shiang              | ㄉㄨㄥ ㄕˋ ㄒㄧㄤ                 |
| 267 | 褒忠鄉      | 褒忠乡      | Baozhong                  | Landgemeinde  | Landkreis Yunlin     | Baozhong Township     | Bāozhōng Xiāng           | Pao¹chung¹ Hsiang¹              | Baojhong Siang           | Baujong Shiang               | ㄅㄠ ㄓㄨㄥ ㄒㄧㄤ                |
| 268 | 臺西鄉      | 台西乡      | Taixi                     | Landgemeinde  | Landkreis Yunlin     | Taixi Township        | Táixī Xiāng              | T’ai²hsi¹ Hsiang¹               | Táisi Siang              | Tairshi Shiang               | ㄊㄞˊ ㄒㄧ ㄒㄧㄤ                 |
| 269 | 元長鄉      | 元长乡      | Yuanzhang                 | Landgemeinde  | Landkreis Yunlin     | Yuanchang Township    | Yuáncháng Xiāng          | Yüan²ch’ang² Hsiang¹            | Yuáncháng Siang          | Yuancharng Shiang            | ㄩㄢˊ ㄔㄤˊ ㄒㄧㄤ                |
| 270 | 四湖鄉      | 四湖乡      | Sihu                      | Landgemeinde  | Landkreis Yunlin     | Sihu Township         | Sìhú Xiāng               | Szu⁴hu² Hsiang¹                 | Sìhhú Siang              | Syhhwu Shiang                | ㄙˋ ㄏㄨˊ ㄒㄧㄤ                  |
| 271 | 口湖鄉      | 口湖乡      | Kouhu                     | Landgemeinde  | Landkreis Yunlin     | Kouhu Township        | Kǒuhú Xiāng              | K’ou³hu² Hsiang¹                | Kǒuhú Siang              | Koouhwu Shiang               | ㄎㄡˇ ㄏㄨˊ ㄒㄧㄤ                |
| 272 | 水林鄉      | 水林乡      | Shuilin                   | Landgemeinde  | Landkreis Yunlin     | Shuilin Township      | Shuǐlín Xiāng            | Shui³lin² Hsiang¹               | Shuěilín Siang           | Shoeilin Shiang              | ㄕㄨㄟˇ ㄌㄧㄣˊ ㄒㄧㄤ            |
| 273 | 嘉義縣      | 嘉义县      | Chiayi                    | Landkreis     | Republik China       | Chiayi County         | Jiāyì Xiàn               | Chia¹i⁴ Hsien⁴                  | Jiayì Siàn               | Jiayih Shiann                | ㄐㄧㄚ ㄧˋ ㄒㄧㄢˋ                |
| 274 | 太保市      | 太保市      | Taibao                    | Stadt         | Landkreis Chiayi     | Taibao City           | Tàibǎo Shì               | T’ai⁴pao³ Shih⁴                 | Tàibǎo Shìh              | Taybao Shyh                  | ㄊㄞˋ ㄅㄠˇ ㄕˋ                   |
| 275 | 朴子市      | 朴子市      | Puzi                      | Stadt         | Landkreis Chiayi     | Puzi City             | Púzǐ Shì,〔普〕Pǔ-       | P’u²tzu³ Shih⁴,〔普〕P’u³-      | Púzǐh Shìh,〔普〕Pǔ-     | Pwutzyy Shyh,〔普〕Puu-      | ㄆㄨˊ ㄗˇ ㄕˋ,〔普〕ㄆㄨˇ-        |
| 276 | 布袋鎮      | 布袋镇      | Budai                     | Stadtgemeinde | Landkreis Chiayi     | Budai Township        | Bùdài Zhèn               | Pu⁴tai⁴ Chen⁴                   | Bùdài Jhèn               | Buhday Jenn                  | ㄅㄨˋ ㄉㄞˋ ㄓㄣˋ                 |
| 277 | 大林鎮      | 大林镇      | Dalin                     | Stadtgemeinde | Landkreis Chiayi     | Dalin Township        | Dàlín Zhèn               | Ta⁴lin² Chen⁴                   | Dàlín Jhèn               | Dahlin Jenn                  | ㄉㄚˋ ㄌㄧㄣˊ ㄓㄣˋ               |
| 278 | 民雄鄉      | 民雄乡      | Minxiong                  | Landgemeinde  | Landkreis Chiayi     | Minxiong Township     | Mínxióng Xiāng           | Min²hsiung² Hsiang¹             | Mínsyóng Siang           | Minshyong Shiang             | ㄇㄧㄣˊ ㄒㄩㄥˊ ㄒㄧㄤ            |
| 279 | 溪口鄉      | 溪口乡      | Xikou                     | Landgemeinde  | Landkreis Chiayi     | Xikou Township        | Xīkǒu Xiāng              | Hsi¹k’ou³ Hsiang¹               | Sikǒu Siang              | Shikoou Shiang               | ㄒㄧ ㄎㄡˇ ㄒㄧㄤ                 |
| 280 | 新港鄉      | 新港乡      | Xingang                   | Landgemeinde  | Landkreis Chiayi     | Xingang Township      | Xīngǎng Xiāng            | Hsin¹kang³ Hsiang¹              | Singǎng Siang            | Shingaang Shiang             | ㄒㄧㄣ ㄍㄤˇ ㄒㄧㄤ               |
| 281 | 六腳鄉      | 六脚乡      | Liujiao                   | Landgemeinde  | Landkreis Chiayi     | Liujiao Township      | Liùjiǎo Xiāng            | Liu⁴chiao³ Hsiang¹              | Liòujiǎo Siang           | Liowjeau Shiang              | ㄌㄧㄡˋ ㄐㄧㄠˇ ㄒㄧㄤ            |
| 282 | 東石鄉      | 东石乡      | Dongshi                   | Landgemeinde  | Landkreis Chiayi     | Dongshi Township      | Dōngshí Xiāng            | Tung¹shih² Hsiang¹              | Dongshíh Siang           | Dongshyr Shiang              | ㄉㄨㄥ ㄕˊ ㄒㄧㄤ                 |
| 283 | 義竹鄉      | 义竹乡      | Yizhu                     | Landgemeinde  | Landkreis Chiayi     | Yizhu Township        | Yìzhú Xiāng              | I⁴chu² Hsiang¹                  | Yìjhú Siang              | Yihjwu Shiang                | ㄧˋ ㄓㄨˊ ㄒㄧㄤ                  |
| 284 | 鹿草鄉      | 鹿草乡      | Lucao                     | Landgemeinde  | Landkreis Chiayi     | Lucao Township        | Lùcǎo Xiāng              | Lu⁴ts’ao³ Hsiang¹               | Lùcǎo Siang              | Luhtsao Shiang               | ㄌㄨˋ ㄘㄠˇ ㄒㄧㄤ                |
| 285 | 水上鄉      | 水上乡      | Shuishang                 | Landgemeinde  | Landkreis Chiayi     | Shuishang Township    | Shuǐshàng Xiāng          | Shui³shang⁴ Hsiang¹             | Shuěishàng Siang         | Shoeishanq Shiang            | ㄕㄨㄟˇ ㄕㄤˋ ㄒㄧㄤ              |
| 286 | 中埔鄉      | 中埔乡      | Zhongpu                   | Landgemeinde  | Landkreis Chiayi     | Zhongpu Township      | Zhōngpǔ Xiāng            | Chung¹p’u³ Hsiang¹              | Jhongpǔ Siang            | Jongpuu Shiang               | ㄓㄨㄥ ㄆㄨˇ ㄒㄧㄤ               |
| 287 | 竹崎鄉      | 竹崎乡      | Zhuqi                     | Landgemeinde  | Landkreis Chiayi     | Zhuqi Township        | Zhúqí Xiāng              | Chu²ch’i² Hsiang¹               | Jhúcí Siang              | Jwuchyi Shiang               | ㄓㄨˊ ㄑㄧˊ ㄒㄧㄤ                |
| 288 | 梅山鄉      | 梅山乡      | Meishan                   | Landgemeinde  | Landkreis Chiayi     | Meishan Township      | Méishān Xiāng            | Mei²shan¹ Hsiang¹               | Méishan Siang            | Meishan Shiang               | ㄇㄟˊ ㄕㄢ ㄒㄧㄤ                 |
| 289 | 番路鄉      | 番路乡      | Fanlu                     | Landgemeinde  | Landkreis Chiayi     | Fanlu Township        | Fānlù Xiāng              | Fan¹lu⁴ Hsiang¹                 | Fanlù Siang              | Fanluh Shiang                | ㄈㄢ ㄌㄨˋ ㄒㄧㄤ                 |
| 290 | 大埔鄉      | 大埔乡      | Dapu                      | Landgemeinde  | Landkreis Chiayi     | Dapu Township         | Dàpǔ Xiāng,〔普〕-bù-    | Ta⁴p’u³ Hsiang¹,〔普〕-pu⁴-     | Dàpǔ Siang,〔普〕-bù-    | Dahpuu Shiang,〔普〕-buh-    | ㄉㄚˋ ㄆㄨˇ ㄒㄧㄤ,〔普〕-ㄅㄨˋ-  |
| 291 | 阿里山鄉    | 阿里山乡    | Alishan                   | Landgemeinde  | Landkreis Chiayi     | Alishan Township      | Ālǐshān Xiāng            | A¹li³shan¹ Hsiang¹              | Alǐshan Siang            | Aliishan Shiang              | ㄚ ㄌㄧˇ ㄕㄢ ㄒㄧㄤ              |
| 292 | 屏東縣      | 屏东县      | Pingtung                  | Landkreis     | Republik China       | Pingtung County       | Píngdōng Xiàn            | P’ing²tung¹ Hsien⁴              | Píngdong Siàn            | Pyngdong Shiann              | ㄆㄧㄥˊ ㄉㄨㄥ ㄒㄧㄢˋ            |
| 293 | 屏東市      | 屏东市      | Pingtung                  | Stadt         | Landkreis Pingtung   | Pingtung City         | Píngdōng Shì             | P’ing²tung¹ Shih⁴               | Píngdong Shìh            | Pyngdong Shyh                | ㄆㄧㄥˊ ㄉㄨㄥ ㄕˋ                |
| 294 | 潮州鎮      | 潮州镇      | Chaozhou                  | Stadtgemeinde | Landkreis Pingtung   | Chaozhou Township     | Cháozhōu Zhèn            | Ch’ao²chou¹ Chen⁴               | Cháojhou Jhèn            | Chaurjou Jenn                | ㄔㄠˊ ㄓㄡ ㄓㄣˋ                  |
| 295 | 東港鎮      | 东港镇      | Donggang                  | Stadtgemeinde | Landkreis Pingtung   | Donggang Township     | Dōnggǎng Zhèn            | Tung¹kang³ Chen⁴                | Donggǎng Jhèn            | Donggaang Jenn               | ㄉㄨㄥ ㄍㄤˇ ㄓㄣˋ                |
| 296 | 恆春鎮      | 恒春镇      | Hengchun                  | Stadtgemeinde | Landkreis Pingtung   | Hengchun Township     | Héngchūn Zhèn            | Heng²ch’un¹ Chen⁴               | Héngchun Jhèn            | Herngchuen Jenn              | ㄏㄥˊ ㄔㄨㄣ ㄓㄣˋ                |
| 297 | 萬丹鄉      | 万丹乡      | Wandan                    | Landgemeinde  | Landkreis Pingtung   | Wandan Township       | Wàndān Xiāng             | Wan⁴tan¹ Hsiang¹                | Wàndan Siang             | Wanndan Shiang               | ㄨㄢˋ ㄉㄢ ㄒㄧㄤ                 |
| 298 | 長治鄉      | 长治乡      | Changzhi                  | Landgemeinde  | Landkreis Pingtung   | Changzhi Township     | Chángzhì Xiāng           | Ch’ang²chih⁴ Hsiang¹            | Chángjhìh Siang          | Charngjyh Shiang             | ㄔㄤˊ ㄓˋ ㄒㄧㄤ                  |
| 299 | 麟洛鄉      | 麟洛乡      | Linluo                    | Landgemeinde  | Landkreis Pingtung   | Linluo Township       | Línluò Xiāng             | Lin²lo⁴ Hsiang¹                 | Línluò Siang             | Linluoh Shiang               | ㄌㄧㄣˊ ㄌㄨㄛˋ ㄒㄧㄤ            |
| 300 | 九如鄉      | 九如乡      | Jiuru                     | Landgemeinde  | Landkreis Pingtung   | Jiuru Township        | Jiǔrú Xiāng              | Chiu³ju² Hsiang¹                | Jiǒurú Siang             | Jeouru Shiang                | ㄐㄧㄡˇ ㄖㄨˊ ㄒㄧㄤ              |
| 301 | 里港鄉      | 里港乡      | Ligang                    | Landgemeinde  | Landkreis Pingtung   | Ligang Township       | Lǐgǎng Xiāng             | Li³kang³ Hsiang¹                | Lǐgǎng Siang             | Liigaang Shiang              | ㄌㄧˇ ㄍㄤˇ ㄒㄧㄤ                |
| 302 | 鹽埔鄉      | 盐埔乡      | Yanpu                     | Landgemeinde  | Landkreis Pingtung   | Yanpu Township        | Yánbù Xiāng              | Yen²pu⁴ Hsiang¹                 | Yánbù Siang              | Yanbuh Shiang                | ㄧㄢˊ ㄅㄨˋ ㄒㄧㄤ                |
| 303 | 高樹鄉      | 高树乡      | Gaoshu                    | Landgemeinde  | Landkreis Pingtung   | Gaoshu Township       | Gāoshù Xiāng             | Kao¹shu⁴ Hsiang¹                | Gaoshù Siang             | Gaushuh Shiang               | ㄍㄠ ㄕㄨˋ ㄒㄧㄤ                 |
| 304 | 萬巒鄉      | 万峦乡      | Wanluan                   | Landgemeinde  | Landkreis Pingtung   | Wanluan Township      | Wànluán Xiāng            | Wan⁴luan² Hsiang¹               | Wànluán Siang            | Wannluan Shiang              | ㄨㄢˋ ㄌㄨㄢˊ ㄒㄧㄤ              |
| 305 | 內埔鄉      | 内埔乡      | Neipu                     | Landgemeinde  | Landkreis Pingtung   | Neipu Township        | Nèipǔ Xiāng              | Nei⁴p’u³ Hsiang¹                | Nèipǔ Siang              | Neypuu Shiang                | ㄋㄟˋ ㄆㄨˇ ㄒㄧㄤ                |
| 306 | 竹田鄉      | 竹田乡      | Zhutian                   | Landgemeinde  | Landkreis Pingtung   | Zhutian Township      | Zhútián Xiāng            | Chu²t’ien² Hsiang¹              | Jhútián Siang            | Jwutyan Shiang               | ㄓㄨˊ ㄊㄧㄢˊ ㄒㄧㄤ              |
| 307 | 新埤鄉      | 新埤乡      | Xinpi                     | Landgemeinde  | Landkreis Pingtung   | Xinpi Township        | Xīnpí Xiāng              | Hsin¹p’i² Hsiang¹               | Sinpí Siang              | Shinpyi Shiang               | ㄒㄧㄣ ㄆㄧˊ ㄒㄧㄤ               |
| 308 | 枋寮鄉      | 枋寮乡      | Fangliao                  | Landgemeinde  | Landkreis Pingtung   | Fangliao Township     | Fāngliáo Xiāng           | Fang¹liao² Hsiang¹              | Fangliáo Siang           | Fangliau Shiang              | ㄈㄤ ㄌㄧㄠˊ ㄒㄧㄤ               |
| 309 | 新園鄉      | 新园乡      | Xinyuan                   | Landgemeinde  | Landkreis Pingtung   | Xinyuan Township      | Xīnyuán Xiāng            | Hsin¹yüan² Hsiang¹              | Sinyuán Siang            | Shinyuan Shiang              | ㄒㄧㄣ ㄩㄢˊ ㄒㄧㄤ               |
| 310 | 崁頂鄉      | 崁顶乡      | Kanding                   | Landgemeinde  | Landkreis Pingtung   | Kanding Township      | Kǎndǐng Xiāng,〔普〕Kàn- | K’an³ting³ Hsiang¹,〔普〕K’an⁴- | Kǎndǐng Siang,〔普〕Kàn- | Kaandiing Shiang,〔普〕Kann- | ㄎㄢˇ ㄉㄧㄥˇ ㄒㄧㄤ,〔普〕ㄎㄢˋ- |
| 311 | 林邊鄉      | 林边乡      | Linbian                   | Landgemeinde  | Landkreis Pingtung   | Linbian Township      | Línbiān Xiāng            | Lin²pien¹ Hsiang¹               | Línbian Siang            | Linbian Shiang               | ㄌㄧㄣˊ ㄅㄧㄢ ㄒㄧㄤ             |
| 312 | 南州鄉      | 南州乡      | Nanzhou                   | Landgemeinde  | Landkreis Pingtung   | Nanzhou Township      | Nánzhōu Xiāng            | Nan²chou¹ Hsiang¹               | Nánjhou Siang            | Nanjou Shiang                | ㄋㄢˊ ㄓㄡ ㄒㄧㄤ                 |
| 313 | 佳冬鄉      | 佳冬乡      | Jiadong                   | Landgemeinde  | Landkreis Pingtung   | Jiadong Township      | Jiādōng Xiāng            | Chia¹tung¹ Hsiang¹              | Jiadong Siang            | Jiadong Shiang               | ㄐㄧㄚ ㄉㄨㄥ ㄒㄧㄤ              |
| 314 | 琉球鄉      | 琉球乡      | Liuqiu                    | Landgemeinde  | Landkreis Pingtung   | Liuqiu Township       | Liúqiú Xiāng             | Liu²ch’iu² Hsiang¹              | Lióucióu Siang           | Liouchyou Shiang             | ㄌㄧㄡˊ ㄑㄧㄡˊ ㄒㄧㄤ            |
| 315 | 車城鄉      | 车城乡      | Checheng                  | Landgemeinde  | Landkreis Pingtung   | Checheng Township     | Chēchéng Xiāng           | Ch’e¹ch’eng² Hsiang¹            | Chechéng Siang           | Checherng Shiang             | ㄔㄜ ㄔㄥˊ ㄒㄧㄤ                 |
| 316 | 滿州鄉      | 满州乡      | Manzhou                   | Landgemeinde  | Landkreis Pingtung   | Manzhou Township      | Mǎnzhōu Xiāng            | Man³chou¹ Hsiang¹               | Mǎnjhou Siang            | Maanjou Shiang               | ㄇㄢˇ ㄓㄡ ㄒㄧㄤ                 |
| 317 | 枋山鄉      | 枋山乡      | Fangshan                  | Landgemeinde  | Landkreis Pingtung   | Fangshan Township     | Fāngshān Xiāng           | Fang¹shan¹ Hsiang¹              | Fangshan Siang           | Fangshan Shiang              | ㄈㄤ ㄕㄢ ㄒㄧㄤ                  |
| 318 | 三地門鄉    | 三地门乡    | Sandimen                  | Landgemeinde  | Landkreis Pingtung   | Sandimen Township     | Sāndìmén Xiāng           | San¹ti⁴men² Hsiang¹             | Sandìmén Siang           | Sandihmen Shiang             | ㄙㄢ ㄉㄧˋ ㄇㄣˊ ㄒㄧㄤ           |
| 319 | 霧臺鄉      | 雾台乡      | Wutai                     | Landgemeinde  | Landkreis Pingtung   | Wutai Township        | Wùtái Xiāng              | Wu⁴t’ai² Hsiang¹                | Wùtái Siang              | Wuhtair Shiang               | ㄨˋ ㄊㄞˊ ㄒㄧㄤ                  |
| 320 | 瑪家鄉      | 玛家乡      | Majia                     | Landgemeinde  | Landkreis Pingtung   | Majia Township        | Mǎjiā Xiāng              | Ma³chia¹ Hsiang¹                | Mǎjia Siang              | Maajia Shiang                | ㄇㄚˇ ㄐㄧㄚ ㄒㄧㄤ               |
| 321 | 泰武鄉      | 泰武乡      | Taiwu                     | Landgemeinde  | Landkreis Pingtung   | Taiwu Township        | Tàiwǔ Xiāng              | T’ai⁴wu³ Hsiang¹                | Tàiwǔ Siang              | Taywuu Shiang                | ㄊㄞˋ ㄨˇ ㄒㄧㄤ                  |
| 322 | 來義鄉      | 来义乡      | Laiyi                     | Landgemeinde  | Landkreis Pingtung   | Laiyi Township        | Láiyì Xiāng              | Lai²i⁴ Hsiang¹                  | Láiyì Siang              | Laiyih Shiang                | ㄌㄞˊ ㄧˋ ㄒㄧㄤ                  |
| 323 | 春日鄉      | 春日乡      | Chunri                    | Landgemeinde  | Landkreis Pingtung   | Chunri Township       | Chūnrì Xiāng             | Ch’un¹jih⁴ Hsiang¹              | Chunrìh Siang            | Chuenryh Shiang              | ㄔㄨㄣ ㄖˋ ㄒㄧㄤ                 |
| 324 | 獅子鄉      | 狮子乡      | Shizi                     | Landgemeinde  | Landkreis Pingtung   | Shizi Township        | Shīzǐ Xiāng              | Shih¹tzu³ Hsiang¹               | Shihzǐh Siang            | Shytzyy Shiang               | ㄕ ㄗˇ ㄒㄧㄤ                     |
| 325 | 牡丹鄉      | 牡丹乡      | Mudan                     | Landgemeinde  | Landkreis Pingtung   | Mudan Township        | Mǔdān Xiāng              | Mu³tan¹ Hsiang¹                 | Mǔdan Siang              | Muudan Shiang                | ㄇㄨˇ ㄉㄢ ㄒㄧㄤ                 |
| 326 | 臺東縣      | 台东县      | Taitung                   | Landkreis     | Republik China       | Taitung County        | Táidōng Xiàn             | T’ai²tung¹ Hsien⁴               | Táidong Siàn             | Tairdong Shiann              | ㄊㄞˊ ㄉㄨㄥ ㄒㄧㄢˋ              |
| 327 | 臺東市      | 台东市      | Taitung                   | Stadt         | Landkreis Taitung    | Taitung City          | Táidōng Shì              | T’ai²tung¹ Shih⁴                | Táidong Shìh             | Tairdong Shyh                | ㄊㄞˊ ㄉㄨㄥ ㄕˋ                  |
| 328 | 成功鎮      | 成功镇      | Chenggong                 | Stadtgemeinde | Landkreis Taitung    | Chenggong Township    | Chénggōng Zhèn           | Ch’eng²kung¹ Chen⁴              | Chénggong Jhèn           | Chernggong Jenn              | ㄔㄥˊ ㄍㄨㄥ ㄓㄣˋ                |
| 329 | 關山鎮      | 关山镇      | Guanshan                  | Stadtgemeinde | Landkreis Taitung    | Guanshan Township     | Guānshān Zhèn            | Kuan¹shan¹ Chen⁴                | Guanshan Jhèn            | Guanshan Jenn                | ㄍㄨㄢ ㄕㄢ ㄓㄣˋ                 |
| 330 | 卑南鄉      | 卑南乡      | Beinan                    | Landgemeinde  | Landkreis Taitung    | Beinan Township       | Bēinán Xiāng             | Pei¹nan² Hsiang¹                | Beinán Siang             | Beinan Shiang                | ㄅㄟ ㄋㄢˊ ㄒㄧㄤ                 |
| 331 | 鹿野鄉      | 鹿野乡      | Luye                      | Landgemeinde  | Landkreis Taitung    | Luye Township         | Lùyě Xiāng               | Lu⁴yeh³ Hsiang¹                 | Lùyě Siang               | Luhyee Shiang                | ㄌㄨˋ ㄧㄝˇ ㄒㄧㄤ                |
| 332 | 池上鄉      | 池上乡      | Chishang                  | Landgemeinde  | Landkreis Taitung    | Chishang Township     | Chíshàng Xiāng           | Ch’ih²shang⁴ Hsiang¹            | Chíhshàng Siang          | Chyrshanq Shiang             | ㄔˊ ㄕㄤˋ ㄒㄧㄤ                  |
| 333 | 東河鄉      | 东河乡      | Donghe                    | Landgemeinde  | Landkreis Taitung    | Donghe Township       | Dōnghé Xiāng             | Tung¹he² Hsiang¹                | Donghé Siang             | Dongher Shiang               | ㄉㄨㄥ ㄏㄜˊ ㄒㄧㄤ               |
| 334 | 長濱鄉      | 长滨乡      | Changbin                  | Landgemeinde  | Landkreis Taitung    | Changbin Township     | Chángbīn Xiāng           | Ch’ang²pin¹ Hsiang¹             | Chángbin Siang           | Charngbin Shiang             | ㄔㄤˊ ㄅㄧㄣ ㄒㄧㄤ               |
| 335 | 太麻里鄉    | 太麻里乡    | Taimali                   | Landgemeinde  | Landkreis Taitung    | Taimali Township      | Tàimálǐ Xiāng            | T’ai⁴ma²li³ Hsiang¹             | Tàimálǐ Siang            | Taymalii Shiang              | ㄊㄞˋ ㄇㄚˊ ㄌㄧˇ ㄒㄧㄤ          |
| 336 | 大武鄉      | 大武乡      | Dawu                      | Landgemeinde  | Landkreis Taitung    | Dawu Township         | Dàwǔ Xiāng               | Ta⁴wu³ Hsiang¹                  | Dàwǔ Siang               | Dahwuu Shiang                | ㄉㄚˋ ㄨˇ ㄒㄧㄤ                  |
| 337 | 綠島鄉      | 绿岛乡      | Lüdao                     | Landgemeinde  | Landkreis Taitung    | Lüdao Township        | Lǜdǎo Xiāng              | Lü⁴tao³ Hsiang¹                 | Lyùdǎo Siang             | Liuhdao Shiang               | ㄌㄩˋ ㄉㄠˇ ㄒㄧㄤ                |
| 338 | 海端鄉      | 海端乡      | Haiduan                   | Landgemeinde  | Landkreis Taitung    | Haiduan Township      | Hǎiduān Xiāng            | Hai³tuan¹ Hsiang¹               | Hǎiduan Siang            | Haeduan Shiang               | ㄏㄞˇ ㄉㄨㄢ ㄒㄧㄤ               |
| 339 | 延平鄉      | 延平乡      | Yanping                   | Landgemeinde  | Landkreis Taitung    | Yanping Township      | Yánpíng Xiāng            | Yen²p’ing² Hsiang¹              | Yánpíng Siang            | Yanpyng Shiang               | ㄧㄢˊ ㄆㄧㄥˊ ㄒㄧㄤ              |
| 340 | 金峰鄉      | 金峰乡      | Jinfeng                   | Landgemeinde  | Landkreis Taitung    | Jinfeng Township      | Jīnfēng Xiāng            | Chin¹feng¹ Hsiang¹              | Jinfong Siang            | Jinfeng Shiang               | ㄐㄧㄣ ㄈㄥ ㄒㄧㄤ                |
| 341 | 達仁鄉      | 达仁乡      | Daren                     | Landgemeinde  | Landkreis Taitung    | Daren Township        | Dárén Xiāng              | Ta²jen² Hsiang¹                 | Dárén Siang              | Darren Shiang                | ㄉㄚˊ ㄖㄣˊ ㄒㄧㄤ                |
| 342 | 蘭嶼鄉      | 兰屿乡      | Lanyu                     | Landgemeinde  | Landkreis Taitung    | Lanyu Township        | Lányǔ Xiāng              | Lan²yü³ Hsiang¹                 | Lányǔ Siang              | Lanyeu Shiang                | ㄌㄢˊ ㄩˇ ㄒㄧㄤ                  |
| 343 | 花蓮縣      | 花莲县      | Hualien                   | Landkreis     | Republik China       | Hualien County        | Huālián Xiàn             | Hua¹lien² Hsien⁴                | Hualián Siàn             | Hualian Shiann               | ㄏㄨㄚ ㄌㄧㄢˊ ㄒㄧㄢˋ            |
| 344 | 花蓮市      | 花莲市      | Hualien                   | Stadt         | Landkreis Hualien    | Hualien City          | Huālián Shì              | Hua¹lien² Shih⁴                 | Hualián Shìh             | Hualian Shyh                 | ㄏㄨㄚ ㄌㄧㄢˊ ㄕˋ                |
| 345 | 鳳林鎮      | 凤林镇      | Fenglin                   | Stadtgemeinde | Landkreis Hualien    | Fenglin Township      | Fènglín Zhèn             | Feng⁴lin² Chen⁴                 | Fònglín Jhèn             | Fenqlin Jenn                 | ㄈㄥˋ ㄌㄧㄣˊ ㄓㄣˋ               |
| 346 | 玉里鎮      | 玉里镇      | Yuli                      | Stadtgemeinde | Landkreis Hualien    | Yuli Township         | Yùlǐ Zhèn                | Yü⁴li³ Chen⁴                    | Yùlǐ Jhèn                | Yuhlii Jenn                  | ㄩˋ ㄌㄧˇ ㄓㄣˋ                   |
| 347 | 新城鄉      | 新城乡      | Xincheng                  | Landgemeinde  | Landkreis Hualien    | Xincheng Township     | Xīnchéng Xiāng           | Hsin¹ch’eng² Hsiang¹            | Sinchéng Siang           | Shincherng Shiang            | ㄒㄧㄣ ㄔㄥˊ ㄒㄧㄤ               |
| 348 | 吉安鄉      | 吉安乡      | Ji’an                     | Landgemeinde  | Landkreis Hualien    | Ji’an Township        | Jí’ān Xiāng              | Chi²an¹ Hsiang¹                 | Jí’an Siang              | Jyi’an Shiang                | ㄐㄧˊ ㄢ ㄒㄧㄤ                   |
| 349 | 壽豐鄉      | 寿丰乡      | Shoufeng                  | Landgemeinde  | Landkreis Hualien    | Shoufeng Township     | Shòufēng Xiāng           | Shou⁴feng¹ Hsiang¹              | Shòufong Siang           | Showfeng Shiang              | ㄕㄡˋ ㄈㄥ ㄒㄧㄤ                 |
| 350 | 光復鄉      | 光复乡      | Guangfu                   | Landgemeinde  | Landkreis Hualien    | Guangfu Township      | Guāngfù Xiāng            | Kuang¹fu⁴ Hsiang¹               | Guangfù Siang            | Guangfuh Shiang              | ㄍㄨㄤ ㄈㄨˋ ㄒㄧㄤ               |
| 351 | 豐濱鄉      | 丰滨乡      | Fengbin                   | Landgemeinde  | Landkreis Hualien    | Fengbin Township      | Fēngbīn Xiāng            | Feng¹pin¹ Hsiang¹               | Fongbin Siang            | Fengbin Shiang               | ㄈㄥ ㄅㄧㄣ ㄒㄧㄤ                |
| 352 | 瑞穗鄉      | 瑞穗乡      | Ruisui                    | Landgemeinde  | Landkreis Hualien    | Ruisui Township       | Ruìsuì Xiāng             | Jui⁴sui⁴ Hsiang¹                | Ruèisuèi Siang           | Rueysuey Shiang              | ㄖㄨㄟˋ ㄙㄨㄟˋ ㄒㄧㄤ            |
| 353 | 富里鄉      | 富里乡      | Fuli                      | Landgemeinde  | Landkreis Hualien    | Fuli Township         | Fùlǐ Xiāng               | Fu⁴li³ Hsiang¹                  | Fùlǐ Siang               | Fuhlii Shiang                | ㄈㄨˋ ㄌㄧˇ ㄒㄧㄤ                |
| 354 | 秀林鄉      | 秀林乡      | Xiulin                    | Landgemeinde  | Landkreis Hualien    | Xiulin Township       | Xiùlín Xiāng             | Hsiu⁴lin² Hsiang¹               | Siòulín Siang            | Shiowlin Shiang              | ㄒㄧㄡˋ ㄌㄧㄣˊ ㄒㄧㄤ            |
| 355 | 萬榮鄉      | 万荣乡      | Wanrong                   | Landgemeinde  | Landkreis Hualien    | Wanrong Township      | Wànróng Xiāng            | Wan⁴jung² Hsiang¹               | Wànróng Siang            | Wannrong Shiang              | ㄨㄢˋ ㄖㄨㄥˊ ㄒㄧㄤ              |
| 356 | 卓溪鄉      | 卓溪乡      | Zhuoxi                    | Landgemeinde  | Landkreis Hualien    | Zhuoxi Township       | Zhuóxī Xiāng             | Cho²hsi¹ Hsiang¹                | Jhuósi Siang             | Jwoshi Shiang                | ㄓㄨㄛˊ ㄒㄧ ㄒㄧㄤ               |
| 357 | 澎湖縣      | 澎湖县      | Penghu                    | Landkreis     | Republik China       | Penghu County         | Pénghú Xiàn              | P’eng²hu² Hsien⁴                | Pénghú Siàn              | Pernghwu Shiann              | ㄆㄥˊ ㄏㄨˊ ㄒㄧㄢˋ               |
| 358 | 馬公市      | 马公市      | Magong                    | Stadt         | Landkreis Penghu     | Magong City           | Mǎgōng Shì               | Ma³kung¹ Shih⁴                  | Mǎgong Shìh              | Maagong Shyh                 | ㄇㄚˇ ㄍㄨㄥ ㄕˋ                  |
| 359 | 湖西鄉      | 湖西乡      | Huxi                      | Landgemeinde  | Landkreis Penghu     | Huxi Township         | Húxī Xiāng               | Hu²hsi¹ Hsiang¹                 | Húsi Siang               | Hwushi Shiang                | ㄏㄨˊ ㄒㄧ ㄒㄧㄤ                 |
| 360 | 白沙鄉      | 白沙乡      | Baisha                    | Landgemeinde  | Landkreis Penghu     | Baisha Township       | Báishā Xiāng             | Pai²sha¹ Hsiang¹                | Báisha Siang             | Bairsha Shiang               | ㄅㄞˊ ㄕㄚ ㄒㄧㄤ                 |
| 361 | 西嶼鄉      | 西屿乡      | Xiyu                      | Landgemeinde  | Landkreis Penghu     | Xiyu Township         | Xīyǔ Xiāng               | Hsi¹yü³ Hsiang¹                 | Siyǔ Siang               | Shiyeu Shiang                | ㄒㄧ ㄩˇ ㄒㄧㄤ                   |
| 362 | 望安鄉      | 望安乡      | Wang’an                   | Landgemeinde  | Landkreis Penghu     | Wang’an Township      | Wàng’ān Xiāng            | Wang⁴an¹ Hsiang¹                | Wàng’an Siang            | Wanq’an Shiang               | ㄨㄤˋ ㄢ ㄒㄧㄤ                   |
| 363 | 七美鄉      | 七美乡      | Qimei                     | Landgemeinde  | Landkreis Penghu     | Qimei Township        | Qīměi Xiāng              | Ch’i¹mei³ Hsiang¹               | Ciměi Siang              | Chimeei Shiang               | ㄑㄧ ㄇㄟˇ ㄒㄧㄤ                 |
| 364 | 基隆市      | 基隆市      | Keelung                   | Stadt         | Republik China       | Keelung City          | Jīlóng Shì               | Chi¹lung² Shih⁴                 | Jilóng Shìh              | Jilong Shyh                  | ㄐㄧ ㄌㄨㄥˊ ㄕˋ                  |
| 365 | 中正區      | 中正区      | Zhongzheng                | Bezirk        | Stadt Keelung        | Zhongzheng District   | Zhōngzhèng Qū            | Chung¹cheng⁴ Ch’ü¹              | Jhongjhèng Cyu           | Jongjenq Chiu                | ㄓㄨㄥ ㄓㄥˋ ㄑㄩ                 |
| 366 | 七堵區      | 七堵区      | Qidu                      | Bezirk        | Stadt Keelung        | Qidu District         | Qīdǔ Qū                  | Ch’i¹tu³ Ch’ü¹                  | Cidǔ Cyu                 | Chiduu Chiu                  | ㄑㄧ ㄉㄨˇ ㄑㄩ                   |
| 367 | 暖暖區      | 暖暖区      | Nuannuan                  | Bezirk        | Stadt Keelung        | Nuannuan District     | Nuǎnnuǎn Qū              | Nuan³nuan³ Ch’ü¹                | Nuǎnnuǎn Cyu             | Noannoan Chiu                | ㄋㄨㄢˇ ㄋㄨㄢˇ ㄑㄩ              |
| 368 | 仁愛區      | 仁爱区      | Ren’ai                    | Bezirk        | Stadt Keelung        | Ren’ai District       | Rén’ài Qū                | Jen²ai⁴ Ch’ü¹                   | Rén’ài Cyu               | Ren’ay Chiu                  | ㄖㄣˊ ㄞˋ ㄑㄩ                    |
| 369 | 中山區      | 中山区      | Zhongshan                 | Bezirk        | Stadt Keelung        | Zhongshan District    | Zhōngshān Qū             | Chung¹shan¹ Ch’ü¹               | Jhongshan Cyu            | Jongshan Chiu                | ㄓㄨㄥ ㄕㄢ ㄑㄩ                  |
| 370 | 安樂區      | 安乐区      | Anle                      | Bezirk        | Stadt Keelung        | Anle District         | Ānlè Qū                  | An¹le⁴ Ch’ü¹                    | Anlè Cyu                 | Anleh Chiu                   | ㄢ ㄌㄜˋ ㄑㄩ                     |
| 371 | 信義區      | 信义区      | Xinyi                     | Bezirk        | Stadt Keelung        | Xinyi District        | Xìnyì Qū                 | Hsin⁴i⁴ Ch’ü¹                   | Sìnyì Cyu                | Shinnyih Chiu                | ㄒㄧㄣˋ ㄧˋ ㄑㄩ                  |
| 372 | 新竹市      | 新竹市      | Hsinchu                   | Stadt         | Republik China       | Hsinchu City          | Xīnzhú Shì               | Hsin¹chu² Shih⁴                 | Sinjhú Shìh              | Shinjwu Shyh                 | ㄒㄧㄣ ㄓㄨˊ ㄕˋ                  |
| 373 | 東區        | 东区        | Hsinchu-Ostbezirk         | Bezirk        | Stadt Hsinchu        | East District         | Dōng Qū                  | Tung¹ Ch’ü¹                     | Dong Cyu                 | Dong Chiu                    | ㄉㄨㄥ ㄑㄩ                       |
| 374 | 北區        | 北区        | Hsinchu-Nordbezirk        | Bezirk        | Stadt Hsinchu        | North District        | Běi Qū                   | Pei³ Ch’ü¹                      | Běi Cyu                  | Beei Chiu                    | ㄅㄟˇ ㄑㄩ                        |
| 375 | 香山區      | 香山区      | Xiangshan                 | Bezirk        | Stadt Hsinchu        | Xiangshan District    | Xiāngshān Qū             | Hsiang¹shan¹ Ch’ü¹              | Siangshan Cyu            | Shiangshan Chiu              | ㄒㄧㄤ ㄕㄢ ㄑㄩ                  |
| 376 | 嘉義市      | 嘉义市      | Chiayi                    | Stadt         | Republik China       | Chiayi City           | Jiāyì Shì                | Chia¹i⁴ Shih⁴                   | Jiayì Shìh               | Jiayih Shyh                  | ㄐㄧㄚ ㄧˋ ㄕˋ                    |
| 377 | 東區        | 东区        | Chiayi-Ostbezirk          | Bezirk        | Stadt Chiayi         | East District         | Dōng Qū                  | Tung¹ Ch’ü¹                     | Dong Cyu                 | Dong Chiu                    | ㄉㄨㄥ ㄑㄩ                       |
| 378 | 西區        | 西区        | Chiayi-Westbezirk         | Bezirk        | Stadt Chiayi         | West District         | Xī Qū                    | Hsi¹ Ch’ü¹                      | Si Cyu                   | Shi Chiu                     | ㄒㄧ ㄑㄩ                         |
| 379 | 連江縣      | 连江县      | Lienchiang                | Landkreis     | Republik China       | Lienchiang County     | Liánjiāng Xiàn           | Lien²chiang¹ Hsien⁴             | Liánjiang Siàn           | Lianjiang Shiann             | ㄌㄧㄢˊ ㄐㄧㄤ ㄒㄧㄢˋ            |
| 380 | 南竿鄉      | 南竿乡      | Nangan                    | Landgemeinde  | Landkreis Lienchiang | Nangan Township       | Nángān Xiāng             | Nan²kan¹ Hsiang¹                | Nángan Siang             | Nangan Shiang                | ㄋㄢˊ ㄍㄢ ㄒㄧㄤ                 |
| 381 | 北竿鄉      | 北竿乡      | Beigan                    | Landgemeinde  | Landkreis Lienchiang | Beigan Township       | Běigān Xiāng             | Pei³kan¹ Hsiang¹                | Běigan Siang             | Beeigan Shiang               | ㄅㄟˇ ㄍㄢ ㄒㄧㄤ                 |
| 382 | 莒光鄉      | 莒光乡      | Juguang                   | Landgemeinde  | Landkreis Lienchiang | Juguang Township      | Jǔguāng Xiāng            | Chü³kuang¹ Hsiang¹              | Jyǔguang Siang           | Jeuguang Shiang              | ㄐㄩˇ ㄍㄨㄤ ㄒㄧㄤ               |
| 383 | 東引鄉      | 东引乡      | Dongyin                   | Landgemeinde  | Landkreis Lienchiang | Dongyin Township      | Dōngyǐn Xiāng            | Tung¹yin³ Hsiang¹               | Dongyǐn Siang            | Dongyiin Shiang              | ㄉㄨㄥ ㄧㄣˇ ㄒㄧㄤ               |
| 384 | 金門縣      | 金门县      | Kinmen                    | Landkreis     | Republik China       | Kinmen County         | Jīnmén Xiàn              | Chin¹men² Hsien⁴                | Jinmén Siàn              | Jinmen Shiann                | ㄐㄧㄣ ㄇㄣˊ ㄒㄧㄢˋ              |
| 385 | 金城鎮      | 金城镇      | Jincheng                  | Stadtgemeinde | Landkreis Kinmen     | Jincheng Township     | Jīnchéng Zhèn            | Chin¹ch’eng² Chen⁴              | Jinchéng Jhèn            | Jincherng Jenn               | ㄐㄧㄣ ㄔㄥˊ ㄓㄣˋ                |
| 386 | 金湖鎮      | 金湖镇      | Jinhu                     | Stadtgemeinde | Landkreis Kinmen     | Jinhu Township        | Jīnhú Zhèn               | Chin¹hu² Chen⁴                  | Jinhú Jhèn               | Jinhwu Jenn                  | ㄐㄧㄣ ㄏㄨˊ ㄓㄣˋ                |
| 387 | 金沙鎮      | 金沙镇      | Jinsha                    | Stadtgemeinde | Landkreis Kinmen     | Jinsha Township       | Jīnshā Zhèn              | Chin¹sha¹ Chen⁴                 | Jinsha Jhèn              | Jinsha Jenn                  | ㄐㄧㄣ ㄕㄚ ㄓㄣˋ                 |
| 388 | 金寧鄉      | 金宁乡      | Jinning                   | Landgemeinde  | Landkreis Kinmen     | Jinning Township      | Jīnníng Xiāng            | Chin¹ning² Hsiang¹              | Jinníng Siang            | Jinning Shiang               | ㄐㄧㄣ ㄋㄧㄥˊ ㄒㄧㄤ             |
| 389 | 烈嶼鄉      | 烈屿乡      | Lieyu                     | Landgemeinde  | Landkreis Kinmen     | Lieyu Township        | Lièyǔ Xiāng              | Lieh⁴yü³ Hsiang¹                | Lièyǔ Siang              | Liehyeu Shiang               | ㄌㄧㄝˋ ㄩˇ ㄒㄧㄤ                |
| 390 | 烏坵鄉      | 乌坵乡      | Wuqiu                     | Landgemeinde  | Landkreis Kinmen     | Wuqiu Township        | Wūqiū Xiāng              | Wu¹ch’iu¹ Hsiang¹               | Wuciou Siang             | Uchiou Shiang                | ㄨ ㄑㄧㄡ ㄒㄧㄤ                  |
| Nr. | Langzeichen | Kurzzeichen | Name (dt.)                | Typ           | Zugehörigkeit        | offiziell (engl.)     | Hànyǔ pīnyīn             | Wade-Giles                      | Tōngyòng Pīnyīn          | Gwoyeu Romatzyh              | Zhùyīn Fúhào                      |